# 仙台市営バス
仙台市営バス（せんだいしえいバス）は、仙台市が経営する公営のバス事業である。仙台市交通局（公営企業）が運営を担当している。
一般路線バスの現在の営業エリアは仙台市のほぼ全域で、一部の路線は多賀城市に乗り入れるものもある。かつては高速バス（空港連絡バス）も運行していたが廃止され、貸切バス事業は休止中である。観光地循環バス「るーぷる仙台」やコミュニティバスも運行している。

## 概要

### 市営バス事業の起こり
仙台市営バスはもともと公営バスとして事業が開始されたものではなく、仙台市電の運営を行っていた仙台市が、戦時統合により仙台市周辺の民営事業者を買収して成立したものである。
太平洋戦争下の1942年（昭和17年）7月1日、前身となる仙台市街自動車を市が買収し、同年8月21日に仙台市営バスとして発足させた。続いて1943年（昭和18年）、周辺事業者（港組、根白石自動車運輸、増東自動車、仙山自動車商会、定義観光自動車）を買収した。
仙台市は陸上交通事業調整法の指定地域ではなかったが、鉄道省の通達に基づいて戦時統合が行われた。
そうした歴史的経緯により、仙台市が政令指定都市に移行する以前から、旧泉市、旧宮城町、旧秋保町地域に営業エリアをもっており、かつては塩竈市、岩沼市、名取市、七ヶ浜町、松島町にも路線展開し、仙台近郊に幅広くエリアを広げていた。
またかつては、利府町、吉岡町（現：大和町）、坂元村（現：山元町）への路線もあったが、これらは1950年（昭和25年）までに仙台鉄道バスおよび仙南交通自動車（現在は合併して宮城交通）へ譲渡している。

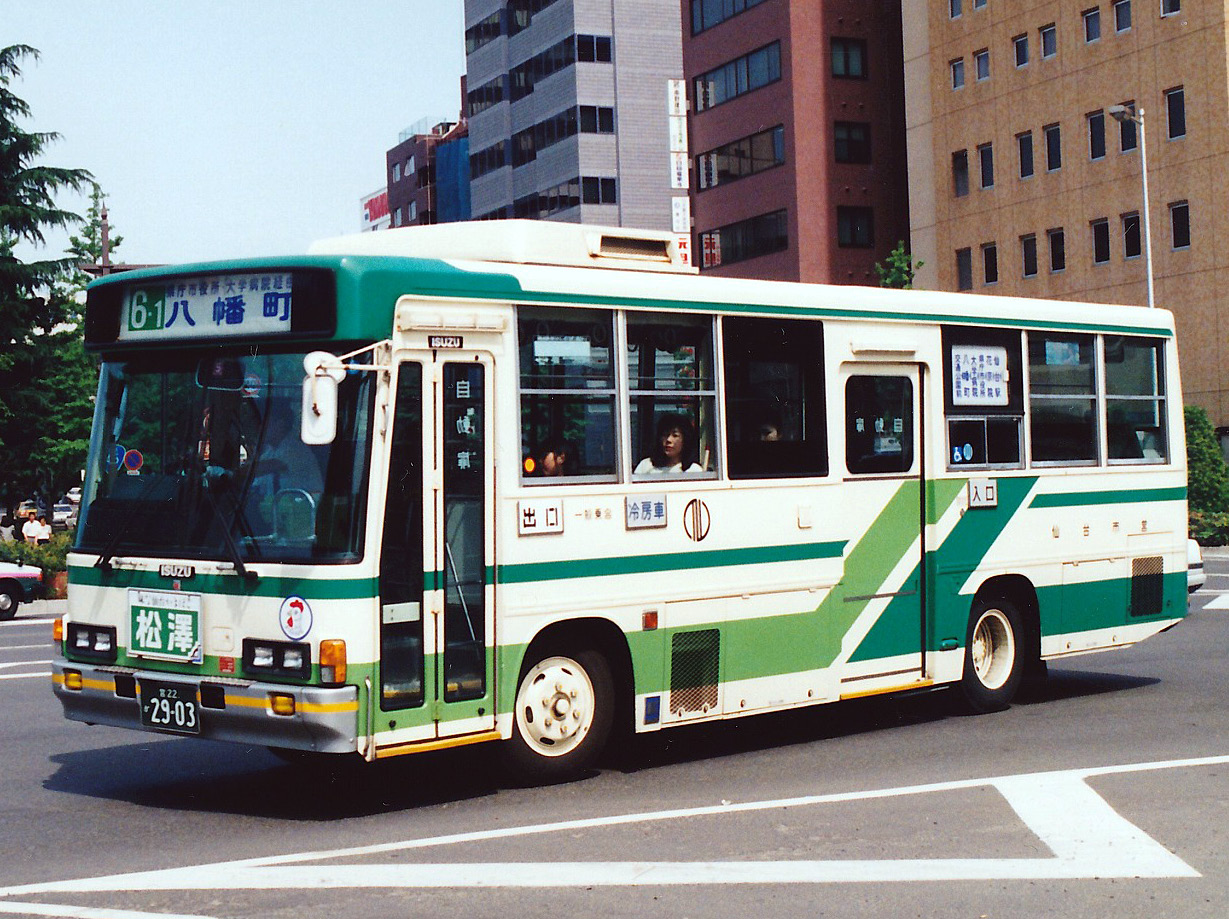
中央循環線専用車両（2代、2000年廃止）

1976年（昭和51年）3月31日の仙台市電廃止に伴い、市電廃止代替バス「グリーンバス」を運行開始。その後は交通事情や新設された施設への乗り入れもあり、営業末期は市電のルートと完全には一致していなかった。1987年（昭和62年）7月15日の仙台市地下鉄南北線開業により「グリーンバス」は廃止された。

### 民間事業者との関係
仙台市内では仙台市営バスのほか、宮城交通、愛子観光バス、タケヤ交通の民間事業者3社が路線を展開している。そのうち全市規模で路線を持つのは宮城交通のみで、愛子観光バスとタケヤ交通は一般路線バス部門では単一系統（仙台市西部方面と都心を結ぶ路線のみ）を運行するにとどまる。
かつては市バスと宮城交通の競合がみられ、20年ほど前までは仙台 - 岩沼間や仙台 - 塩釜間の幹線系統、仙台空港線などいくつかの競合路線があり、激しく競合を続けていた。
その後は、鉄道（JR東日本・仙台市地下鉄）との並行路線の廃止や、市バスから宮城交通への路線譲渡が進んだため、重複路線は一部を除き解消された。仙台市営バスは青葉区・宮城野区・若林区中心、宮城交通は太白区・泉区中心と棲み分けが進み、かつてのような熾烈な競争はなくなってきている。一方で、仙台市地下鉄東西線開業と都市計画道路の整備に伴い、八木山地区では客の奪い合いが生じている。従来は便の時間調整がされておらず、数分違いで同じ系統を市バスと宮城交通のバスが走り、どちらかに乗客が偏るという現象も起きていた。2023年（令和5年）4月より、仙台駅前 - （霊屋橋経由） - 八木山動物公園駅間に「八木山ライン」の愛称を付し、平日の日中（9時台 - 15時台）において仙台市営バスと宮城交通の時刻を調整し、パターンダイヤとするなどの取り組みが開始された。
2006年（平成18年）4月1日からバスロケーションシステムが導入された。東北地方の他の事業者ではすでに数年前から実施している事業者も多く後発の導入となる。
また同年度からは、増える累積赤字を解消するため経営改善の一環として、民営バス事業者への運行委託も開始している。
2006年（平成18年）4月から白沢出張所をJRバス東北へ運行委託したのを皮切りに、2008年（平成20年）4月からは岡田出張所を宮城交通へ、2009年（平成21年）4月からは七北田出張所をJRバス東北へ運行委託した（いずれも契約期間は5年間）。
2010年（平成22年）4月からは東仙台営業所の一部を分割し新設した新寺出張所を宮城交通へ運行委託し、翌2011年（平成23年）6月からは東仙台営業所本所も宮城交通へ運行委託した。東仙台営業所の委託については2010年4月から5年契約の扱いだが、新寺出張所として分割した部分が丸5年で、契約から3年目以降に東仙台営業所本所も委託となっていたが、10か月前倒しして委託を開始している。

### 地下鉄東西線開業後
2015年12月6日には仙台市地下鉄の新線として東西線が開業。同日より「東西線結節区間100円均一運賃」制度を導入、八木山動物公園駅・薬師堂駅・荒井駅の3駅周辺の半径1.5km圏で100円均一運賃を導入開始した。
また、東西線開業と同時に市バスと宮城交通でもICカード乗車券「icsca（イクスカ）」を導入している（地下鉄南北線は前年に先行導入）。
地下鉄東西線開業に伴い、同日より霞の目営業所本所を宮城交通へ全面委託。それまでに委託済みの拠点に車両転籍の形で順次委託を進めた。全面委託までの間（2013年4月1日〜2015年12月5日）は、霞の目営業所内に「霞の目分所」を開設し、転籍の受け皿かつ宮城交通の受託事業所として機能していた。これにより、法律の制限いっぱいの全車両の半分程度を、民間委託により運行する形となった。
しかし地下鉄東西線開業に伴う路線再編により、ドル箱路線であった東北大学・宮城教育大学の通学路線が大幅に縮小し、学都仙台フリーパスのうち市バス利用可能な券種を購入する学生が減少した。また、東西線開業で100円均一運賃区間を設けたことなどもあり、仙台市営バスとしての収支は東西線開業前よりも大幅に悪化した。このことも赤字拡大の一因とされる。

## 沿革

### 前史（仙台市街自動車）
- 1919年（大正8年）
  - 8月 - 仙台市街自動車株式会社設立[注釈 1][4]。
  - 11月10日 - 仙台市街自動車営業開始[注釈 2][4]。
- 1924年（大正13年） - 東京市から円太郎バスを譲受。
- 1930年（昭和5年）7月 - 市内遊覧自動車[注釈 3]運行開始[4]。
- 1932年（昭和7年）11月8日 - 亘理町のバス会社を買収。
- 1934年（昭和9年）12月7日 - 菖蒲田乗合自動車を買収。
- 1935年（昭和10年）
  - 4月11日 - 吉岡乗合自動車を買収。
  - 4月14日 - 高橋自動車を買収。
  - 10月3日 - 梅津自動車を買収。
- 1936年（昭和11年） - 亘理方面のバス会社を買収。
- 1937年（昭和12年）3月29日 - 仙台市会が仙台市街自動車を買収することを可決[4]。
- 1939年（昭和14年）9月 - 長町車庫建設（市営バス長町営業所（初代）の場所）。
- 1940年（昭和15年）10月22日 - 市内遊覧自動車廃止。
- 1942年（昭和17年）6月26日 - 仙台市会が仙台市街自動車の買収案を可決[4]。

### 仙台市営バス
- 1942年（昭和17年）
  - 7月1日 - 仙台市が33万円で仙台市街自動車を買収[4]。
  - 8月21日 - 仙台市営バスが発足[4]。
- 1943年（昭和18年）11月20日 - 近郊会社を買収統合（港組、根白石自動車運輸、増東自動車、仙山自動車商会、定義観光自動車）[3]。
- 1949年（昭和24年）4月22日 - トレーラーバス運行開始。
- 1950年（昭和25年）12月 - 広瀬通車庫開設。
- 1951年（昭和26年）12月26日 - 市内均一料金制を導入（当時の運賃は10円）[8]。
- 1952年（昭和27年）4月20日 - 市内定期観光運行開始。
- 1954年（昭和29年） - ロマンスカーに現行カラーを採用（順次塗り替え）。
- 1955年（昭和30年）9月16日 - 仙台市交通事業局を仙台市交通局に改組、自動車部と電車部を新設。
- 1956年（昭和31年）
  - 5月31日 - 広瀬通事務所開設。
  - 7月1日 - 長町営業所開設。
- 1957年（昭和32年）10月 - 霞の目出張所開設。
- 1958年（昭和33年）11月 - 市内均一運賃を13円に値上げ[9]。
- 1959年（昭和34年）
  - 4月1日 - 仙台 - 松島定期観光運行開始。
  - 11月 - 広瀬通営業所、定禅寺通営業所、東仙台営業所、観光貸切営業所開設、霞の目出張所を営業所に昇格。
  - 12月2日 - 八幡でバスが広瀬川河川敷に転落。運転手ら8人が死亡、21人が重軽傷[10]。
- 1962年（昭和37年）3月 - 市内均一運賃を15円に値上げ[11]。
- 1963年（昭和38年）3月1日 - 七北田営業所開設、広瀬通営業所を車庫化。
- 1964年（昭和39年）6月 - 市内均一運賃を20円に値上げ[11]。
- 1965年（昭和40年）
  - 7月1日 - ワンマンバス（市内均一運賃、前乗り中降り前払い）運行開始。
  - 12月1日 - 仙台空港特急バス開業。
- 1966年（昭和41年）
  - 3月 - 白沢出張所開設。
  - 7月 - 川内営業所開設。
- 1967年（昭和42年）6月18日 - 南仙台営業所開設。
- 1971年（昭和46年）
  - 4月11日 - 郊外多区間（対キロ運賃制、中乗り前降り後払い）ワンマンバス運行開始。
  - 6月1日 - バスレーン設定（北仙台 - 県庁市役所前）。
- 1972年（昭和47年）8月14日 - 北仙台営業所開設。
- 1974年（昭和49年） - 休日ダイヤ導入、ワンマンバスをすべて中乗り前降り運賃後払いに統一（空港線のぞく）。
- 1976年（昭和51年）3月31日 - 市電廃止により、代替路線としてグリーンバス（4系統）運行開始、長町営業所移転。
- 1977年（昭和52年）5月23日 - グリーンバス原の町線を燕沢線と統合、交通局循環線となる（グリーンバス系統から離脱）。
- 1979年（昭和54年） - 方向幕前面大型化・後部設置車導入。
- 1980年（昭和55年）9月 - 泉パークタウン出張所開設。
- 1981年（昭和56年）
  - 3月10日 - 営業所動物イラスト表示開始[12]。
  - 6月10日 - 仙台駅西口バスプール供用開始。
  - 7月 - 冷房車導入。
- 1984年（昭和59年）
  - 宮城交通との共通回数券発売開始（指定された路線のみ通用）。
  - 9月1日 - 仙台市体育館開設に伴い、グリーンバス長町八幡町線を仙台市体育館前まで路線延長。
- 1985年（昭和60年） - 車体の帯色が全車青帯となる（順次塗り変え）。系統番号導入。

- 1987年（昭和62年）7月15日 - 地下鉄南北線開業により地下鉄乗継割引制度導入、路線再編。グリーンバス廃止、中央循環線（2代）運行開始。
- 1988年（昭和63年）9月20日 - フリー乗降バス運行開始（根白石線、八ツ森線、二口線、定義線）。
- 1991年（平成3年） - 全線ワンマン化（保安要員乗務をのぞく）。
- 1992年（平成4年）
  - 7月14日 - 実沢営業所開設。北仙台営業所、根白石出張所、塩釜出張所を閉所。塩釜線、七ヶ浜線を宮城交通へ移管。
  - 7月15日 - 地下鉄南北線が延伸、泉中央駅開業により路線再編。
- 1993年（平成5年）
  - 全車冷房化達成。
  - 7月27日 - ギャラリーバス運行開始。
- 1994年（平成6年）
  - 3月28日 - 岡田出張所開設、七北田営業所を東仙台営業所の出張所に、南仙台営業所を長町営業所の出張所に降格、閖上出張所を霞の目営業所の管轄に、泉パークタウン出張所を実沢営業所の管轄に変更。
  - 9月14日 - バスでのプリペイドカードシステム供用開始（地下鉄、宮城交通との完全共通化）。
- 1996年（平成8年）3月29日 - 閖上出張所閉所。
- 1997年（平成9年）10月 - 名取・岩沼地区の路線（4路線、10系統）を宮城交通へ移管。
- 1998年（平成10年）3月23日 - 南仙台出張所閉所、エアポート・リムジンバスの運行担当を霞の目営業所へ変更。
- 1999年（平成11年）
  - 3月29日 - ノンステップバス導入。
  - 5月13日 - 観光シティループバス「るーぷる仙台」運行開始。

- 2000年（平成12年）

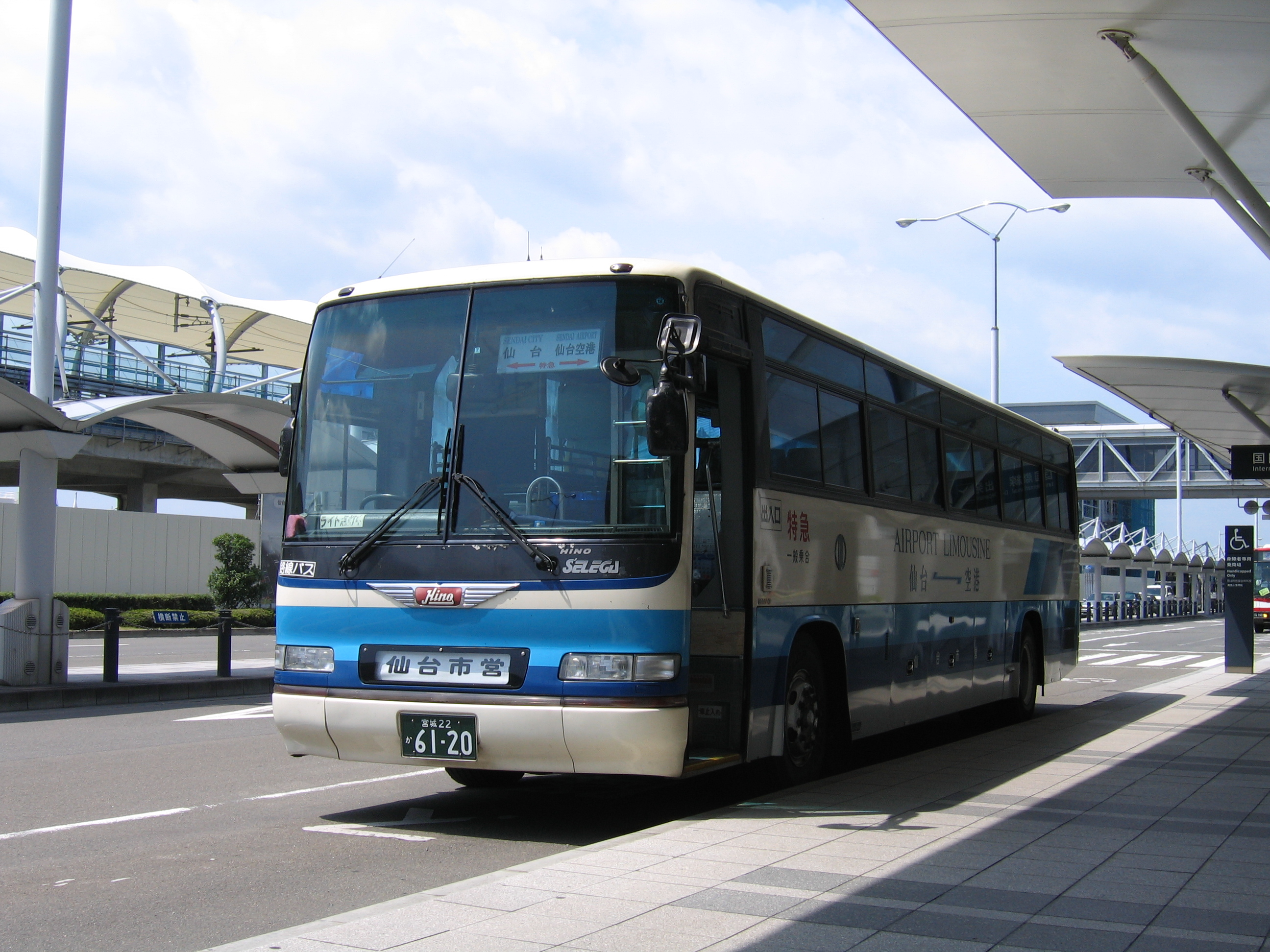
エアポート・リムジンバス（2007年廃止）

  - 3月5日 - CNG（天然ガス燃料）バス運行開始。
  - 4月 - 中央循環線（2代）、東仙台営業所線（北四番丁経由）、北山子平町線（青葉神社通経由）廃止。
- 2001年（平成13年）
  - 3月11日 - 定期観光バス休止。
  - 3月31日 - 一般貸切バス休止。
- 2002年（平成14年）
  - 2月1日 - 都心バス100円均一運賃「100円パッ区」試行実施（後に通常実施となる。2018年10月1日から120円パッ区[13]）。
  - 3月29日 - 仙台市がオムニバスタウンに指定。
  - 10月6日 - 広瀬通車庫閉所。泉パークタウン出張所閉所（宮城交通泉営業所となる）。泉パークタウン線、加茂団地線、将監団地線を宮城交通へ移管。
- 2004年（平成16年）
  - 3月29日 - 宮城学院線、尚絅学院大学線を宮城交通へ移管。
  - 7月17日 - 仙台まるごとパス発売開始。
- 2005年（平成17年）8月30日 - 公営交通として初めてグリーン経営認証を受ける。
- 2006年（平成18年）4月1日 - 白沢出張所の運行管理をJRバス東北に委託開始。バスロケーションシステム「どこバス仙台」運用開始、系統番号再編。
- 2007年（平成19年）3月17日 - 仙台空港アクセス線の開業（翌18日より）に伴い、エアポート・リムジンバス廃止。
- 2008年（平成20年）4月1日 - 岡田出張所の運行管理を宮城交通に委託開始。
- 2009年（平成21年）4月1日 - 七北田出張所の運行管理をJRバス東北に委託開始。
- 2010年（平成22年）4月1日 - 新寺出張所を開設。運行管理を宮城交通に委託開始。
- 2011年（平成23年）
  - 3月11日 - 東日本大震災（東北地方太平洋沖地震）による津波被害で、岡田出張所が壊滅。
  - 6月1日 - 東仙台営業所の運行管理を宮城交通に委託開始。これに伴い、新寺出張所の委託を解除。
- 2012年（平成24年）4月1日 - 東日本大震災で被災し業務停止状態となった岡田出張所との機能統合に伴い、新寺出張所を再度宮城交通へ委託。これに伴い、新寺出張所が霞の目営業所配下となる。
- 2013年（平成24年）4月1日 - 霞の目営業所の業務委託を開始。ただし、営業所本体の委託は2015年（4月ないしは地下鉄開業と同時のいずれか）を予定しており、それまでの期間、新設した霞の目分室を宮城交通へ委託し、振替を実施。また、新寺出張所を5年契約で宮城交通へ委託（岡田出張所の契約期間満了に伴う更新の際に、代わりに新寺出張所を委託先に変更の上で更新）。
- 2015年（平成27年）12月6日 - 地下鉄東西線開業に伴う路線再編[14]。ICカード乗車券「icsca（イクスカ）」を導入[注釈 4][7]。霞の目分室と新寺出張所を霞の目営業所に統合（岡田出張所は廃止）。霞の目営業所本体を全て宮城交通に委託。
- 2018年（平成30年）10月1日 - 市バス運賃を一部改定[13]。
- 2019年（令和元年）10月1日 - 消費税率10%へ増税により市バス・地下鉄の運賃を改定[15]。

## 事業所・営業所

### 仙台市交通局
- 仙台市青葉区木町通一丁目4番15号

### 営業所・出張所
所管路線等詳細は各営業所・出張所・分室記事を参照のこと。
- 東仙台営業所（うさぎ）[12]
- 霞の目営業所（たつ）[12]
- 実沢営業所（いぬ）[12]
  - 実沢営業所 七北田出張所（いぬ）[12]
- 川内営業所（とり）[12]
  - 川内営業所 白沢出張所（とり）[12]
- 長町営業所（ひつじ）[12]

括弧内は営業所・出張所のシンボルマークで、車両の前面・後面に所属営業所を表す丸い動物のイラストが描かれている。この動物のイラストは仙台市役所本庁舎を中心に十二支の方位に基づくもの。また、営業所・出張所および分室名の最初の漢字一文字（例：東・七・川など）が後面と中扉のすぐ右側、それに運転席後方のガラス面に貼付されている。

### 車両配置のない車庫（待機場）
- 木町通駐車場（交通局東北大学病院前）
  - 場所…仙台市青葉区支倉町3-45
  - 開設年月日…1976年（昭和51年）4月
  - 交通局庁舎と道路を隔てた西側にある。ここは市電北二番丁車庫だった場所で、市電廃止後に車庫となった。「交通局東北大学病院前」発着系統が出入庫する。
- 新寺駐車場
  - 場所…仙台市若林区新寺一丁目1-30
  - 詳細は新寺出張所の項を参照。
- 宮城球場駐車場
  - 同球場の観光バス駐車場の一角にあり、主にプロ野球開催時のシャトルバス運行の際に使用される。
  - 前述の新寺駐車場の出張所化により、他事業者はこちらに入庫するようになった。路線バスでは宮城交通、愛子観光バス、高速バスでは宮城交通、ミヤコーバスや東日本急行、福島交通、山交バス、岩手急行バス、岩手県交通が入庫する。

### 案内所
- 仙台駅西口バスプール案内所
- 旭ヶ丘バスターミナル（地下鉄旭ヶ丘駅上）
- 交通局乗車券発売所（交通局内）
- 地下鉄仙台駅乗車券発売所
- 地下鉄勾当台公園駅乗車券発売所
- 地下鉄泉中央駅乗車券発売所
- 地下鉄長町南駅乗車券発売所
- 地下鉄八木山動物公園駅乗車券発売所
- 地下鉄薬師堂駅乗車券発売所
- 地下鉄荒井駅乗車券発売所

### 廃止された営業所
営業所から出張所に降格したもの（現存）は含まない。
- 広瀬通営業所
  - 場所…仙台市青葉区中央2丁目10-24
  - 自動車部を兼ねていたが、1962年（昭和37年）に七北田営業所へ営業所機能移転する形で車庫化。その後、新寺駐車場拡張の際、隣にあった仙台市ガス局ショールームが移転したため車庫も廃止。
- 定禅寺通営業所
  - 場所…仙台市青葉区春日町2-1
  - 1953年（昭和28年）10月車庫として開所。1959年（昭和34年）営業所となり、1962年（昭和37年）車庫化後、木町通車庫（交通局東北大学病院前）に統合。跡地はせんだいメディアテークとなる。
- 塩釜出張所
  - 場所…塩竈市新浜町2丁目3-13
  - 1969年（昭和44年）に多賀城市下馬から塩竈市新浜町に移転、1992年（平成4年）に閉所された。東仙台営業所の傘下で「うさぎ」マークだった。地下鉄開業に伴う路線調整で塩釜線、七ヶ浜線を宮城交通に譲渡している。車両は日産ディーゼルと日野が所属していた。
- 北仙台営業所
  - 場所…仙台市青葉区荒巻本沢2丁目7-40
  - 1992年（平成4年）閉所、七北田営業所から分離して開設された。路線拡充に伴う実沢営業所新設で移転する。初代「いぬ」マークの営業所だった。
- 根白石出張所
  - 場所…仙台市泉区根白石字町尻道下28-1
  - 1992年（平成4年）閉所、ルーツは根白石自動車運輸。実沢営業所新設で統合。元々は七北田営業所（現・出張所）の傘下で「ねずみ」マークだった。車両は大型は日野、中型は各メーカーの車がいた。
- 南仙台出張所
  - 場所…名取市植松字宮島84
  - 1995年（平成7年）に営業所から長町営業所の出張所に降格、1998年（平成10年）閉所、当初は営業所で「うま」マークだった。エアポート・リムジンバスおよび仙台空港内のランプバスも担当していた。格下げで長町営業所の傘下になり（この時マークが「ひつじ」に変更）、名取・岩沼地区の路線を宮城交通に譲渡する際に廃止。車両は日野と日産ディーゼルが所属していた。
- 閖上出張所
  - 場所…名取市閖上5丁目1-2
  - 1996年（平成8年）閉所、ルーツは増東自動車閖上車庫。南仙台営業所の傘下だったが、1995年（平成7年）に同所格下げで霞の目営業所傘下となり（この時マークが「たつ」に変更）、後に廃止。閖上線は名取駅までの路線は宮城交通に譲渡された（その後ミヤコーバスに移管の後、廃止）が、井土浜経由は市営バスの路線として2015年（平成27年）12月5日まで存続していた。ただし東日本大震災以降は閖上への乗り入れは行われていなかった。跡地の建物は後に撤去され、転向場として利用されていた。閉所の際、停留所名も「閖上車庫前」から「閖上」に変更された。車両は日野と日産ディーゼルが所属していた。
- 泉パークタウン出張所
  - 場所…仙台市泉区明通4丁目1
  - 2002年（平成14年）閉所。1974年（昭和49年）、泉パークタウン線の路線認可申請時は宮城交通との競願だったが、市営バスに軍配。当初は七北田営業所で運行してきたが、1980年（昭和55年）に七北田営業所傘下で出張所を設置した。1987年（昭和62年）の地下鉄開業に伴う路線調整で宮交は半数が乗り入れる。1994年（平成6年）、七北田営業所が出張所に格下げられたため、実沢営業所の傘下に変更、この時マークが「ねずみ」から「いぬ」に替わっている。2002年（平成14年）には宮交が泉パークタウン線に全面移管で路線廃止、出張所は市有地なので、宮城交通泉営業所として貸与された。配置されていた車両は三菱がほとんどであった。
- 岡田出張所
  - 場所…仙台市宮城野区蒲生字前通12-1
  - 2011年（平成23年）3月11日の東北地方太平洋沖地震による津波で被災。2013年（平成25年）4月より、新寺出張所並びに霞の目分室への事実上の事務機能移転[16]。出張所敷地は転向場として利用されていた。2015年（平成27年）12月6日の地下鉄東西線開業による路線再編により廃止。
- 新寺出張所
  - 場所…仙台市若林区新寺一丁目1-30
  - もともとは新寺駐車場であったが、宮城交通への業務委託に伴い、2010年（平成22年）4月に東仙台営業所傘下の出張所（宮城交通委託）として開設。2011年（平成23年）6月に直営化、長町営業所傘下に変更。2013年（平成24年）4月より[16] 岡田出張所の機能を当出張所に移転、再び宮城交通委託となる。2015年（平成27年）12月6日の地下鉄東西線開業による路線再編により廃止。跡地は再び新寺駐車場となる。
- 霞の目営業所分室
  - 場所…仙台市若林区かすみ町9-1
  - 2013年（平成25年）4月1日、霞の目営業所の運行業務の一部を宮城交通に委託するため新設。2015年（平成27年）12月6日の地下鉄東西線開業による路線再編により廃止。
- 案内所
  - 市役所内乗車券発売所
    - 地下鉄勾当台公園駅開業により、地下鉄駅窓口でバス乗車券を取り扱うため、閉鎖された。

  - 一番町乗車券発売所
    - 広瀬通一番町停留所前の仙台フォーラス1階にあった。かつては当停留所を始発地とする系統が数多くあり、ターミナルとしての役割があった。現在は115系統（東仙台営業所線）のみ当停留所を始発地とする。

  - 長町駅前乗車券発売所
    - 地下鉄長町南駅開業により、地下鉄駅窓口でバス乗車券を取り扱うため、閉鎖された。かつては市電停留所の乗車券発売所だった。

## 運賃・乗車券

### 運賃
対キロ制運賃を採用しており、初乗り運賃は乗る地点によって異なる。乗降方式は中乗り前降り。市内中心部および地下鉄東西線沿線で均一運賃制度を採用している

2017年9月までは、宮城交通と並走する区間に限り、同社のバスに乗車した場合でも仙台市営バスと同一の運賃を適用する措置がとられていた。
- 地下鉄東西線駅周辺100円区域…100円[18]
地下鉄東西線開業の2015年12月6日より適用。東西線の3駅（八木山動物公園駅、薬師堂駅、荒井駅）周辺の対象エリアでの乗り降りの場合、運賃が100円となる。
- 120円パッ区…120円[19]
南町通りを南端、西公園通りを西端、北二番丁通り[注釈 5]を北端、駅前通り（花京院を含む）を東端とする。本制度導入から2018年9月30日までは「100円パッ区」であり[13]、導入以前の運賃は初乗り170円であった。
- 上記以外の区間…160円
越路・厚生病院前・北仙台駅・中江一丁目より内側の区間は、かつては初乗り170円であった。

### ICカード
2011年（平成23年）12月13日に、2014年度をめどに地下鉄南北線と市営バスにIC乗車カードを導入する予定と発表された（その後、2014年時点では地下鉄南北線のみの導入となり、市営バスと宮城交通は、2015年の地下鉄東西線開業と同時期に導入予定に変更された）。名称はicsca（「イクスカ」）。
市営バスと宮城交通では、地下鉄東西線開業の2015年12月6日よりicscaの取扱を開始。なお、2016年3月26日からは東日本旅客鉄道（JR東日本）のSuicaとの仙台圏における相互利用も開始した。

### 乗り放題のきっぷ
- 仙台まるごとパス（通年発売）
- 市バス一日乗車券（通年発売）- 仙台市営バスの「るーぷる仙台」をのぞく特定の区間が1日乗り放題になるフリー切符である。市内区域券（仙台駅から260円区間内全線）と近郊区域券（仙台駅から350円区間内全線）とがある(2014年3月以前は、250円区間と340円区間になっていたが、消費税アップで、該当区間が10円ずつアップとなったため、現行のものに変更されている)。
- 1日乗り放題フリー切符（期間限定）- それぞれゴールデンウィーク、夏休み、9月1日 - 11月30日までの期間限定で仙台市営バスと宮城交通の全路線（高速バス、特急バス、るーぷる仙台、ミヤコーバス路線はのぞく）および仙台市地下鉄が1日乗り放題になるフリー切符である。ecoきっぷは大人（中学生以上）は1,000円・小児（小学生以下）は500円で、秋のジュニアパスは中学生700円・小学生500円で発売する。
  - わくわくecoきっぷ（ゴールデンウィークより前 - 5月5日頃まで発売）
  - 秋のジュニアパス（8月26日 - 11月30日まで発売）※小学生用、中学生用のみ
- 学都仙台 市バスフリーパス[20]

指定された学校に通学している生徒を対象に、1ヶ月5,940円（大人：中学生以上。2018年9月30日までは1ヶ月5,140円）で通学目的以外の利用も含めて、全線を乗り降り自由・乗り放題とするフリーパスを発売している。150円区間の通学1ヶ月・3ヶ月定期券および170円区間の通学6ヶ月定期券より安価に設定されている。地下鉄も乗車できる定期券の場合は、1ヶ月11,080円（大人、販売開始当時）で利用可能。通信教育のスクーリングなどで仙台市に訪れる場合は、通信教育を行っている教育機関（指定された学校に含まれていれば、他県の通信制大学が実施する地方スクーリング参加でも可能）からの通学証明書の提示で、1ヶ月券のみ購入可能としている（基本は、通用期間内に5日以上のスクーリング・実習に参加することを要件としている。3ヶ月で15日を満たす場合は、1ヶ月の証明書を連続した期間で、通学証明書を3枚発行することで、3ヶ月券の発行は可能）。
2015年12月6日の地下鉄東西線開業に伴い、学都仙台フリーパスの内容が改訂され、市営バス、南北線、東西線の単独3パターン、このうち2つを組み合わせたパターン、3つすべてを組み合わせたパターンのいずれもできるようになり、また、6ヶ月定期も販売が開始された。これらの新フリーパスは、icsca定期券とすることが条件となるため、定期券料金にデポジットが新規購入時に必要となる。地下鉄（南北線か東西線のどちらか1路線）も乗車できる定期券の場合は1ヶ月11,080円（大人。2018年9月30日までは10,280円）、地下鉄2路線を乗車できる定期券は1ヶ月12,260円（大人。2018年9月30日までは11,460円）となる。

### 乗車カード・乗継割引（廃止）
以下のプリペイド式乗車カードを取り扱っていた（2015年12月5日をもって販売終了）。バスカードを除き地下鉄でも利用できた。いずれも宮城交通の路線バスと共通利用が可能であった。
- バスカード
- スキップカード
- ジョイカード

宮城交通で販売していたメルシーカードも地下鉄を除いて相互利用可能であった。icsca導入後も使用可能であったが、2016年10月31日をもって取り扱いを終了し、その後は5年間払戻しの対応となる（無手数料の払い戻しは、同年10月1日に開始）。

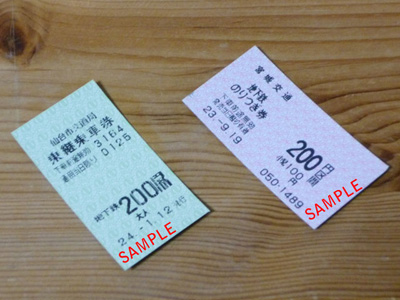
地下鉄乗継乗車券（取扱終了）

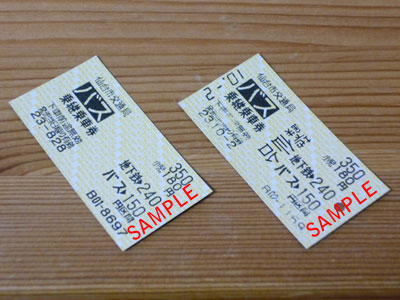
バス乗継乗車券（取扱終了）

また、仙台市営バスでは、宮城交通と共同で、バスと地下鉄南北線の乗り継ぎ制度を実施していた。これは、スキップカードを使って指定の停留所で下車し、乗継駅で地下鉄に乗車する（その逆も同様）と、バスと地下鉄の合算運賃から40円割引される制度であった。乗継指定駅は、泉中央駅、八乙女駅、旭ヶ丘駅、北仙台駅、長町駅、長町南駅の各駅で、その駅に接続するバス停が指定の停留所とされた。
乗継割引は大人がスキップカードで乗車する場合、乗り継ぎ先の交通機関で自動的に乗継割引が適用された。
現金での取扱の場合、駅の券売機もしくはバス車内で乗継乗車券を購入した。駅で購入できる乗継乗車券には150円分のバス運賃が含まれており、乗り越した際は不足分を支払った。また、バス車内で購入できる乗継乗車券は地下鉄1区もしくは2区分の運賃が含まれ、同様に乗り越した際は不足分を精算機で支払うというものであった。
現在では上記の乗り継ぎ制度は全廃され、icscaで60分以内にバスと地下鉄（その逆も可）を乗り継ぐ場合に限り、通常のicscaポイントとは別に30ポイント付与される形に変わった。なお、この制度においては、乗継指定駅・乗継指定停留所の制限は無いため、勾当台公園駅で下車した後、60分以内に仙台駅前停留所からバスに乗車するようなケースであっても30ポイントは付与される。

## 運行内容

### 主要ターミナル
- 仙台駅前
- 八乙女駅
- 泉中央駅
- 旭ヶ丘バスターミナル（旭ケ丘駅）
- 長町駅（長町駅・たいはっくる前、長町駅西口、長町駅東口）
- 長町南駅（長町南駅・太白区役所前）
- 八木山動物公園駅
- 薬師堂駅
- 荒井駅
- 仙台市交通局木町通車庫

### 停留所名

#### 東北大学キャンパス
東北大学は、市内に5つのキャンパスを持ち、各学部等を分散していることから、市内のバス停も「東北大学前」とはせず、単純に学部・学科・研究所名をそのままバス停にしている場合が多い（例：農学部前）。大学本部のある片平キャンパスや、大学の「表の顔」となる川内キャンパスの最寄り停留所には「東北大」の文字が冠してある（「東北大正門前」「東北大川内キャンパス・萩ホール前」）。例外として「東北大学入試センター前」だけは施設名称を略さないでそのままバス停名にしている。なお、学部・学科の再編がある場合、バス停名の改称もその都度、直近のダイヤ改正時に行われている。ただし東西線開業に伴い、川内地区と理学部地区（川内駅とるーぷる仙台を除く）の停留所は廃止されている。

#### 東北大学病院
仙台市営バスの系統の多くは仙台駅周辺へ一極集中し、仙台駅前または交通局東北大学病院前（仙台駅前経由）を起終点とする。仙台駅前を経由しない系統は地下鉄駅を起終点とするものが多い。仙台駅前および地下鉄駅を経由しない系統は、通学や公共施設等への便や出入庫系統など一部の系統に限られる。
なお、南部 - 南東部（長町、霞の目管轄）からの系統の多くは、宮城交通のように「県庁市役所前」を終点にせず交通局まで運行する。これは交通局向かいの木町通駐車場への出入庫を主目的としたものであるが、交通局が東北大学病院まで徒歩5分程度と近接するため通院にも利用され、そのため交通局前バス停も「交通局東北大学病院前」と改称された。大学病院正門前の「東北大学病院前」バス停と合わせて多数の系統が東北大学病院の前を発着するため、駅からの距離はあっても病院の利便性は高い。

### 添乗員
定義線では狭隘路を運行するため白沢車庫前から保安要員が添乗するが、運行中に危険箇所を車内から目視するために添乗するもので乗客への接遇はしない。1991年（平成3年）までは車掌として乗務し、乗車券の発売や停留所案内を行っていた。
白沢出張所所属の全車両にバックカメラを装着したため、2008年（平成20年）3月をもって保安要員は廃止になった（一部保安要員が乗務する場合はある）。保安要員は恵和町線（長町営業所 - 恵和町で乗務）でも見られたが、中型車を導入して廃止している。また、二口線も途中狭い道がある上、白沢車庫発着から愛子駅発着に変更になったため廃止になった。
芋沢線、大沢線、野草園線、高松線では、狭隘路があったため車掌が乗務していたが、芋沢線、大沢線は道路が整備されたために1991年（平成3年）に車掌の乗務は廃止された。また、野草園線や高松線では中型車導入に伴い廃止された。
高松・安養寺線ではワンマン化後に車両無線が導入され、高松地域内において無線連絡による運転を行っている。小松島小学校付近 - 二の森付近は、狭隘路のためすれ違い可能な箇所が限られている。このため下り便は東照宮一丁目付近、上り便は二の森東付近において無線で連絡を行うことが義務づけられている。無線連絡で互いの現在位置を確認してすれ違い箇所の打合せを行う。

### 路線名
仙台市営バスでは、複数の系統を方面別にまとめたものを「路線」と称している。各路線に含まれる系統の詳細については、仙台市交通局各営業所・出張所の記事を参照。
路線名については令和元年度市バス路線別営業係数表（営業係数順）（仙台市交通局、2021年7月25日閲覧）を参照。

### 系統番号
系統番号の導入当初は、下りが仙台駅前乗り場番号と枝番（経由種別）、上りが行先地記号と経由地番号で、仙台駅前に乗り入れない系統には経由地と行先が入れ替わるか、系統番号が付与されなかった。地下鉄開業後の再編により、東西南北の頭文字 (N/E/W/S) に数字 (10-1) を入れる形式に改めた。どの路線がどの方面に行くのかわかりやすかったが、結局普及しなかった。
2006年（平成18年）4月から全路線の系統番号を再編し、上下共通2～3桁の番号（原則として仙台駅を発着通過する系統は3桁、地下鉄・JR駅を発着する系統は2桁）に改め、車外・車内放送でも行先と同時に系統番号を読み上げるようになった。
- 原則として、系統番号3桁は仙台駅前バス停を発着あるいは停車する系統、2桁は地下鉄・JR駅を発着する系統。
- 同一経路上を運行するもので終点が複数あるものには、番号の前に記号を付す。
- 系統番号の末尾が「8」の系統は傾向として、急行バスないしは季節運行路線であることが多い。
- 系統番号の末尾が「9」の系統は循環バスであることが多い。

系統番号は、北六番丁・台原方面の路線を基準として、おおむね時計回りに番号を割り振っている。
系統番号の前に付くアルファベット記号は、以下の16種類がある。
- 市内中心部へ向かう上り線では、終点に応じて次の記号が付される。
  - 「S」：仙台駅前行
  - 「J」：定禅寺通市役所経由交通局東北大学病院行
  - 「C」：定禅寺通市役所行（2021年現在使用なし）
  - 「K」：県庁市役所経由交通局東北大学病院行
  - 「P」：県庁市役所行（2021年現在使用なし）
- 同一経路上を運行するもので終点が複数ある場合には、市バス営業所・出張所または地下鉄駅等を終点とする系統に次の記号が付される。
  - 「X」：各営業所・車庫行
  - 「Y」：八乙女駅行
  - 「A」：旭ケ丘駅行
  - 「N」：長町南駅行
  - 「D」：台原駅行
  - 「H」：原ノ町駅・宮城野区役所行（2013年追加）
  - 「B」：市立病院行
  - 「Z」：八木山動物公園駅行
  - 「M」：薬師堂駅行
  - 「R」：荒井駅行
  - 「T」：陸前高砂駅行

2013年（平成25年）より、陸前原ノ町駅・宮城野区役所前へ延長運行される系統に対して、Hを付す系統が新たに加わった。その後も市立病院延長系統にB、荒井駅延長短縮系統にR、陸前高砂駅延長短縮系統にT、八木山動物公園駅延長短縮系統にZ、薬師堂駅延長短縮系統にM、と付されている。
往復とも各駅前経由・終点系統でない場合などは、往復とも記号がつかないものもある（例外として、840系統のうち、白沢車庫から作並温泉元湯のみの運行の場合は、往復ともに840系統となり、作並温泉元湯発の側にXがつくことはない。通常は白沢車庫経由で仙台駅行きとなるためS840となり、仙台駅始発で白沢車庫以降打ち止めの便がX840である）。

## 現行路線
- 各営業所記事を参照。

### その他
- るーぷる仙台
- 宮城球場線
  - 仙台駅東口 - 楽天モバイルパーク宮城前
    - 楽天モバイルパークにて東北楽天ゴールデンイーグルスの一軍公式試合が開催される日に運行。
- エアポート・リムジンバス（2007年（平成19年）3月17日の運行をもって廃止）

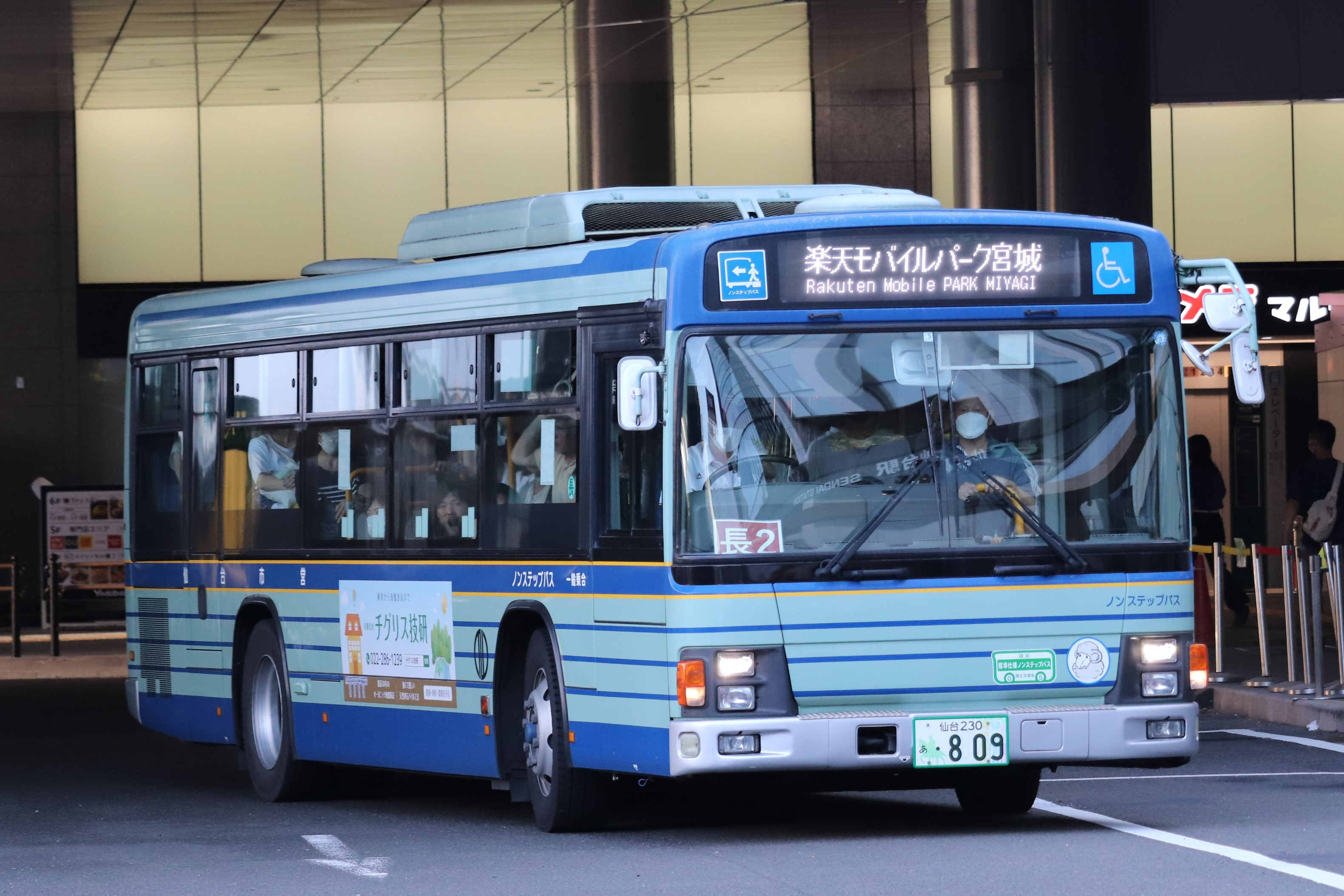
楽天シャトルバス 楽天モバイルパーク宮城行 （長町営業所所属）
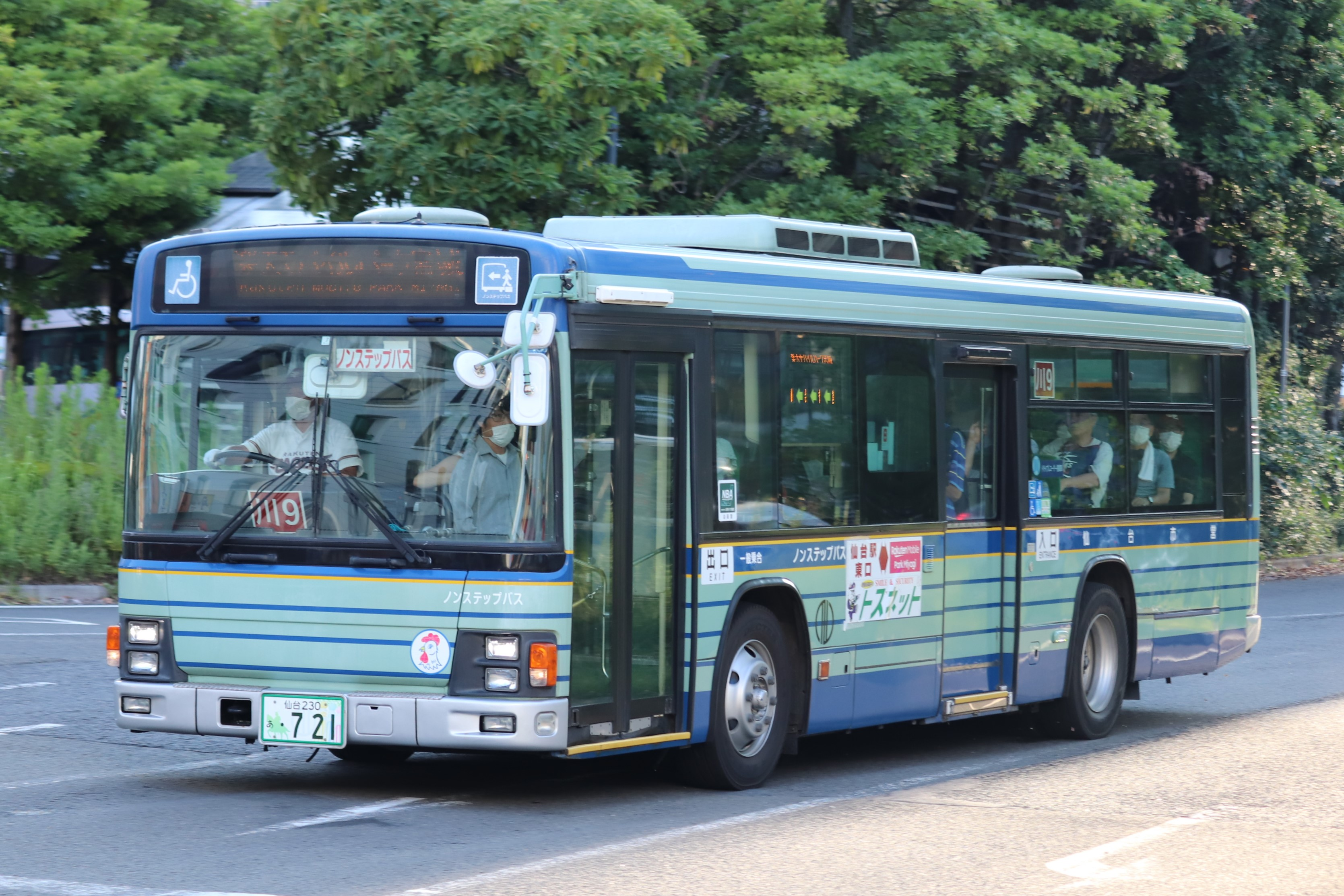
楽天シャトルバス 楽天モバイルパーク宮城行 （川内営業所所属）

## 車両

### 概要
国内4メーカーの車両を導入している。一般路線車については大半が大型車（中間尺）であるが、一部狭隘路線（高松線・野草園線・恵和町線・根白石方面線など）には中型車が導入される。また、南光台コミュニティバスにはかつて専用車として小型車の日野・リエッセ（ステップリフトバス）が導入されていたが、車両の老朽化により横浜市営バスの日野・ポンチョに代替えされた。
大型路線車は、1998年（平成10年）までは毎年4メーカーの車両を導入しており、各営業所ごとに振り分けていた。同年導入車までのメーカーと配置営業所の組み合わせはおおむね以下のとおり。
- いすゞ：長町・霞の目・川内
- 三菱ふそう：川内・実沢・七北田
- 日野：南仙台・霞の目・東仙台・七北田
- 日産デ：南仙台・長町・東仙台・実沢

1999年（平成11年）からは入札制度の導入により、年度ごとに導入メーカーが決められるようになり、それ以前にはない営業所とメーカーの組み合わせが見られるようになった。
2008年（平成20年）以降は、大型車はジェイ・バス（いすゞ・日野）製車両の導入が多くなっている。2019年（令和元年）に12年振りに三菱ふそうの大型車が導入され、2021年（令和3年）も三菱ふそうの大型車が導入された。
かつては富士重工業製車体を採用しており、1983年と1984年の5Eボディーではリアウインドウの天地長さが短いタイプが導入された。
また、高速車・貸切車もかつては在籍していたが、定期観光バス・貸切バスが2001年（平成13年）に事業休止、エアポート・リムジンバスが2007年（平成19年）に廃止され、事業撤退により現在は全車廃車となっている。一部の車両が廃車を逃れ他事業者で使用されている。しかし老朽化により廃車が進んでる。
使用年数は、1989年（平成元年）製までの大型車では15年前後と比較的早く廃車にしていたが、1990年製以降の車両は20年以上使用するようになった。最大25年程度使用されている車両もある。
バリアフリーと低床化への取り組みとしては、1983年（昭和58年）までは全車で標準床車を導入していたが、1984年（昭和59年）よりグリーンバス用の一部車両でツーステップ低床車の導入を開始、以降は平坦地の路線を担当する一部営業所をメインに低床車、それ以外は標準床車が導入され、1995年（平成7年）導入車からは全車両が低床車となった。大型リフトバスは1992年（平成4年）と1994年（平成6年）に各2台ずつ導入された。1998年（平成10年）からワンステップバスとノンステップバスがともに導入開始され、2007年（平成19年）導入車からは原則として全車両がノンステップバスとなっている。また、2025年度までに全車両（るーぷるを除く）をノンステップバス化することが計画されているが、2005年（平成17年）までに導入されたフルフラットバスの廃車が相次いだこと等から、2025年（令和7年）現在も大型車・中型車共にワンステップバスおよびツーステップ低床車は残っている。
低公害車については、1992年（平成4年）に東北地方では初となる日野・ブルーリボンHIMRが1台導入された（廃車済）。その後はしばらくハイブリッド車の導入は途絶えていた。2006年（平成18年）に日野・ブルーリボンシティハイブリッドが導入、翌2007年（平成19年）と2008年（平成20年）にも増備された。CNGバスは、2000年（平成12年）から2007年（平成19年）まで導入され、日野をのぞく3メーカーの車両が東仙台・霞の目に配置された。タンクの使用期限の関係で廃車が進み、2022年春に最後の1台が引退した。今後は2030年（令和12年）を目安に、電動バスを導入する予定である。。
車両の装備としては、1986年（昭和61年）から全車エアサスでの導入となった。また、1989年（平成元年）からは中型車の一部でトルコンAT車が導入された。2015年にいすゞエルガアリソン製AT車6台を導入。2016年にはいすゞエルガのAMT車が23台導入。2017年からは大型車は全車両アリソン製AT車を導入している。
混雑時に掴みどころを確保するため、一部の車両で4列吊り革が採用されている。また、前後方向の揺れを抑えるため、一つの吊り輪につき2本のベルトを使用したV型吊り革を採用している。
方向幕は、2002年（平成14年）より順次全車オレンジ色LED式表示機に変更された。2022年（令和4年）以降には長町営業所を皮切りに、一部車両を除き白色LED式表示機に順次更新され、今後は全車更新となる見込みである。
2010年以降に導入された新車は、ドアブザーからドアチャイムに変更されている。

#### 車両登録番号
2006年（平成18年）の仙台ナンバー導入以降、登録番号の上2ケタを導入年度（西暦）の下2桁－1にあわせた希望ナンバーを採用している（例：2025年導入→24〇〇）。また、るーぷる仙台については、先に導入された4台（114～116、920）が同ナンバー導入直後（予備車の小型車は2013年）に仙台ナンバーに変更、その後に増備された車両は、導入順に113・112・111の番号が与えられた（詳細はるーぷる仙台#特製車両の項を参照）。それ以外のバスについては、当初は仙台ナンバーにすべて再附番を検討していたが、仙台ナンバーの広報ラッピングバスとなった川内営業所所属の1台が「仙台230あ10-00」に変更された以外は、原則的にいずれも従来のナンバーのまま運用されていた。しかし、2012年末頃から1996年～2006年導入の車両が仙台ナンバーに再登録（従前と同じ番号を再付番）され、さらに2013年前半から1993年～1995年導入の車両も仙台ナンバーに再登録されている。
2015年12月6日の仙台市地下鉄東西線開業に合わせて、仙台ナンバーに変更していなかった全車両が廃車となったため、同日以降の仙台市交通局のバスは全て仙台ナンバーの車両となっている。

#### 中古車

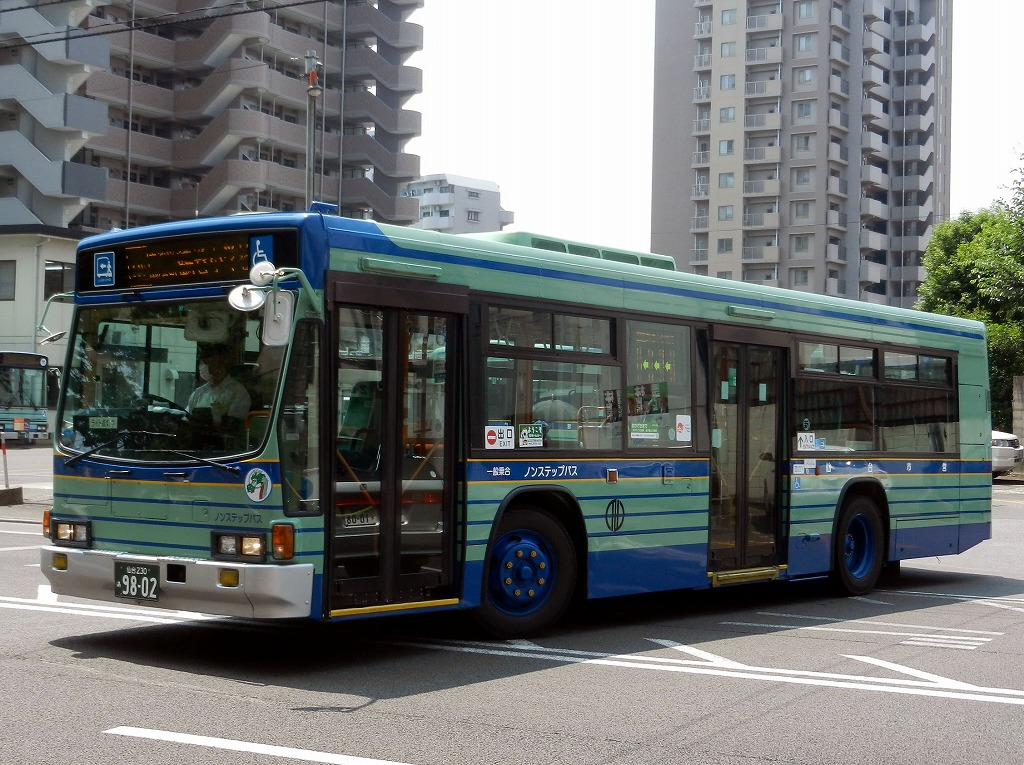
大阪市営バスから譲受した中古車

仙台市営バスでは、長い間中古車を原則として導入していなかったが、2011年（平成23年）8月に東日本大震災の支援として、大阪市営バスから大型ノンステップバス（いすゞ・キュービック、1999年式）2台を譲受。各種改造を経て、2012年（平成24年）4月頃から新寺出張所に配置され運用に就いた。
2012年（平成24年）初めに、従来車両の耐用年数（償却完了年数）の延長と中古車両導入の方針が示された。それ以降は継続して中古車の導入が行われている。
2021年（令和3年）現在は、横浜市営バス・都営バスで使用されていた大型ノンステップバス（4メーカー）が継続して導入されている。なお、登録番号は上2桁を新製年度に合わせた希望ナンバーが与えられている。また、横浜市営バスからは2021年の1月以降、南光台コミュニティバス向けに小型ノンステップバス（日野・ポンチョ2代目）が4台譲受され、七北田営業所に配属されている。

### カラーリング
仙台市のシンボルである「杜の都」を象徴する緑色を基調とし、青色のストライプが描かれている。これは一説によると「ブルーリボンカラー」と呼ばれる日野・ブルーリボンのサンプルカラーをアレンジしたものと言われ、他に似た塗色を採用する事業者として、国際興業とその系列（岩手県交通、山梨交通など）の観光車、十勝バス、八戸市交通部（窓枠より下の部分）、草軽交通（旧塗色）、富山地方鉄道（旧塗色）、茨城観光自動車（廃業）などがある。近年は増収目的のため全面広告ラッピングバスが増えている。
車体の帯色は、過去には赤、青、白、橙、緑があり、市内系統、郊外系統、ツーマンカー、ワンマンカー、グリーンバス（市電代替）などを区別していたが、1985年（昭和60年）にグリーンバスをのぞき青帯に統一された。
帯色の意味は以下の通りである。
- 青…前向きシート車（以前からあるが、1985年（昭和60年）からグリーンバスをのぞく全車）
- 白…三方シート車、ツーマン（ - 1976年（昭和51年）頃）
- 赤…中乗り前降り、運賃後払い、郊外線（対キロ制）ワンマン。1973年（昭和48年）からグリーンバスをのぞく全ワンマン（1970年（昭和45年） - 1985年（昭和60年））。
- 橙…前乗り中（後）降り、運賃前払い、市内線（均一制）ワンマン（1965年（昭和40年） - 1973年（昭和48年））
- 緑…グリーンバス、中（後）乗り前降り、運賃後払い、均一制ワンマン。整理券発行機、運賃表示機なし。

### 車両ギャラリー

#### ツーステップバス

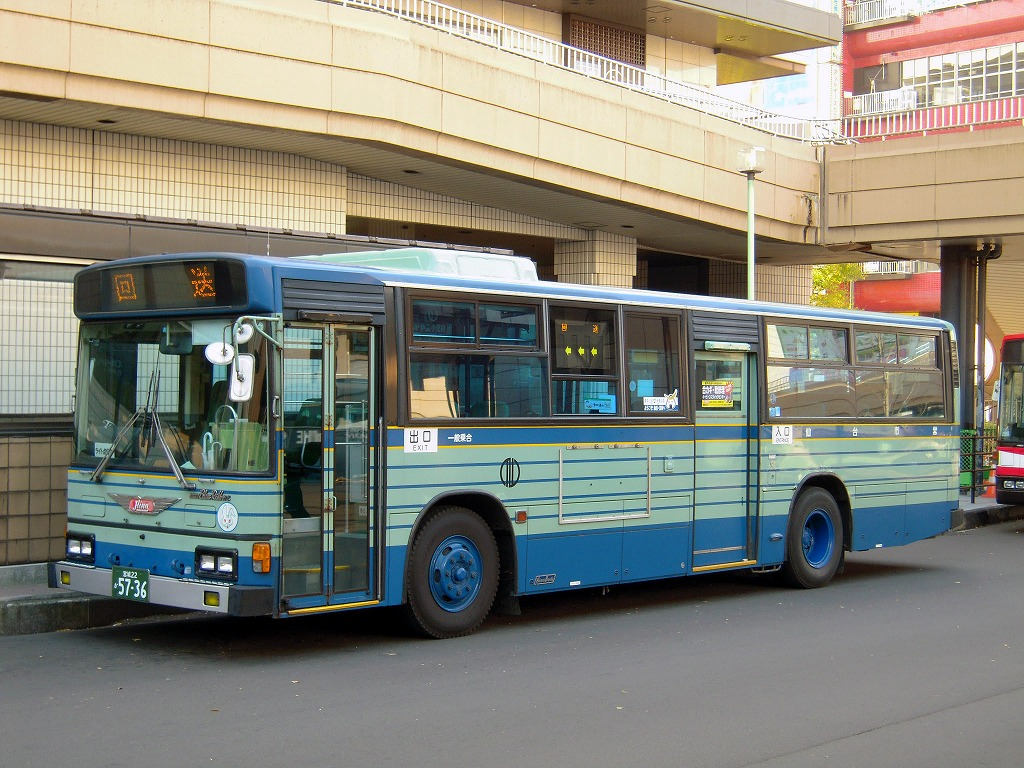
日野・ブルーリボン（U-HU2MMAA）
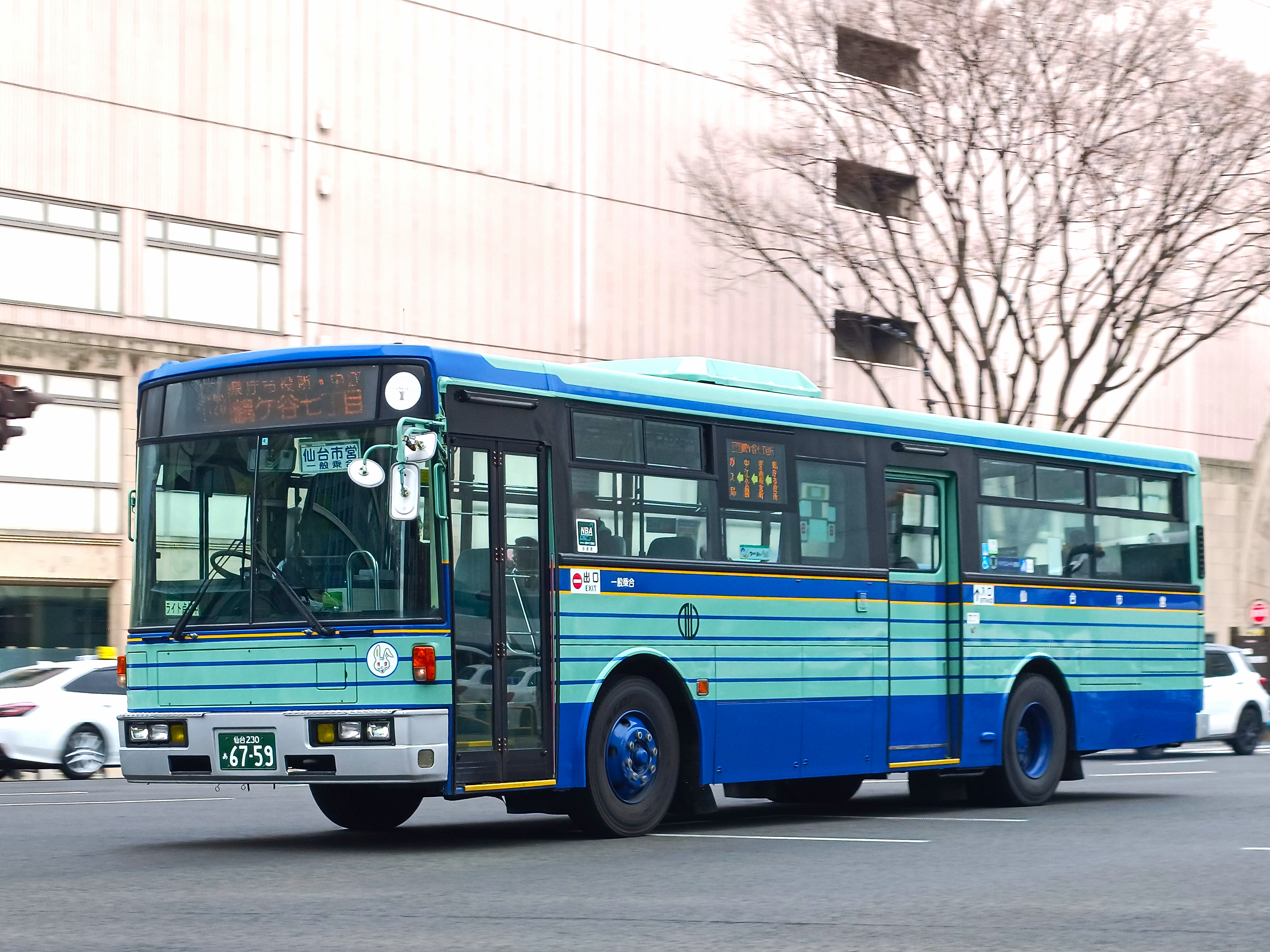
日産ディーゼル・UA（KC-UA460LAN)
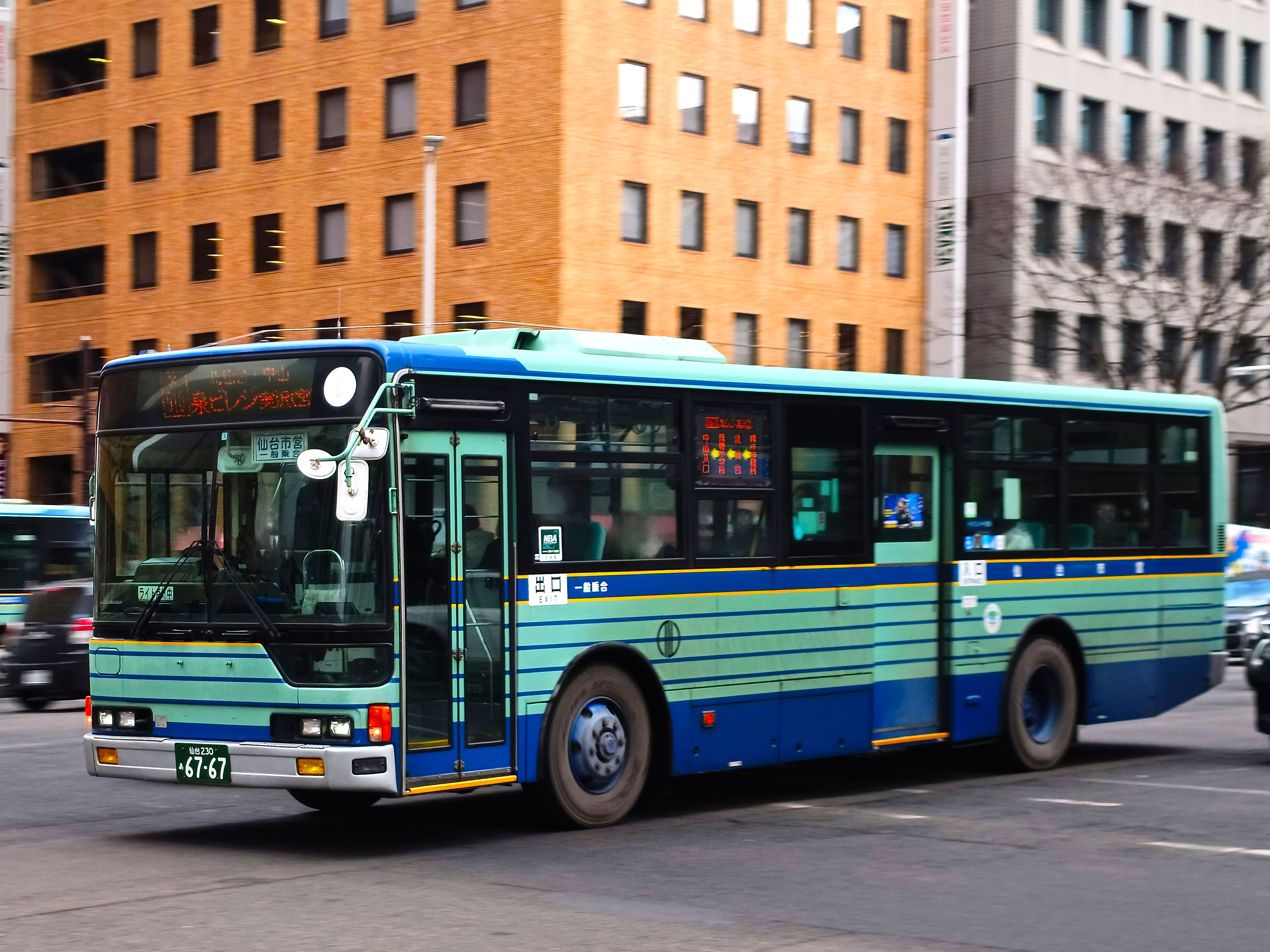
三菱ふそう・エアロスター（KC-MP717M)

#### ワンステップバス

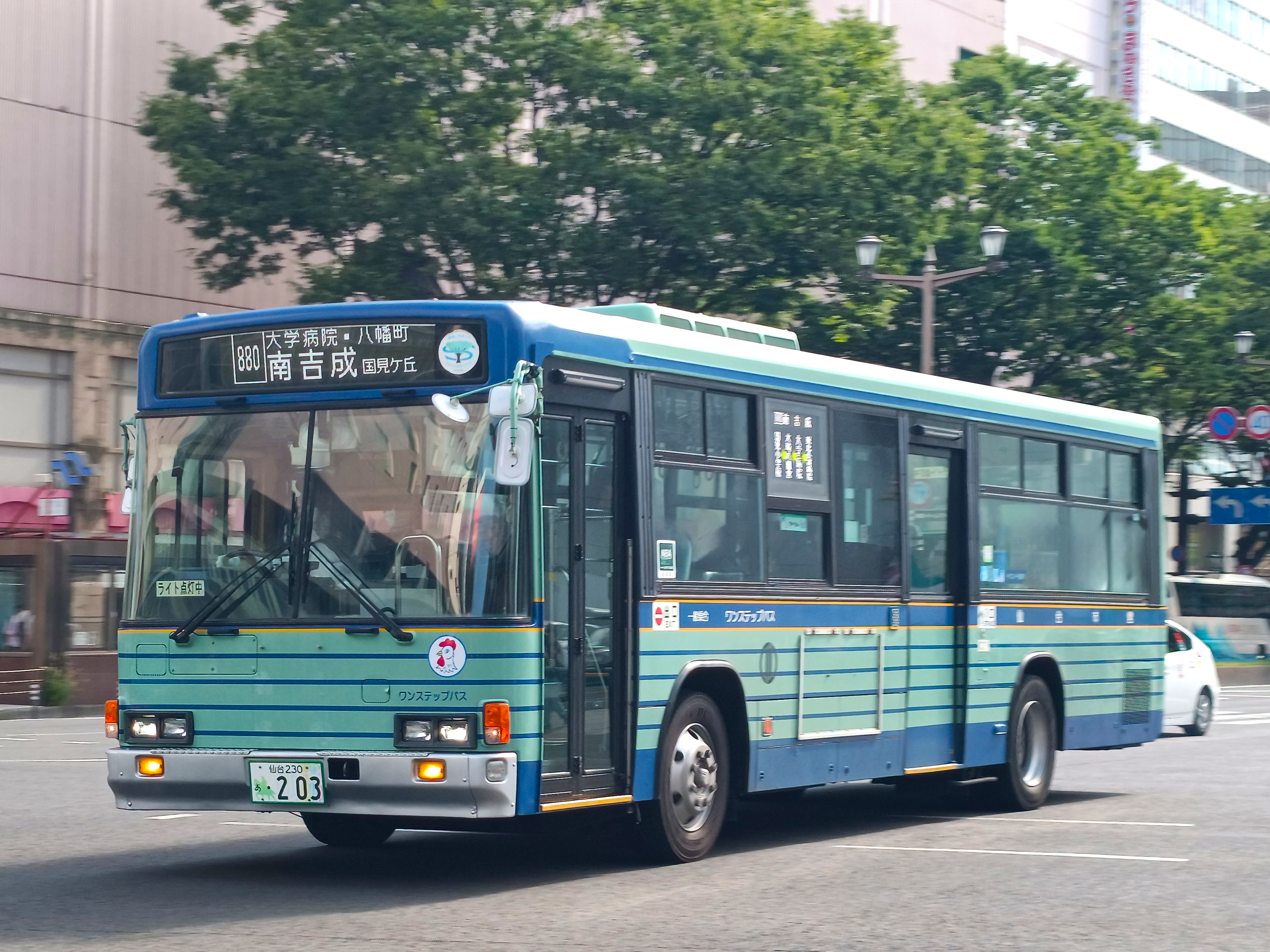
いすゞ・キュービック（KC-LV280N改） 東武面仕様
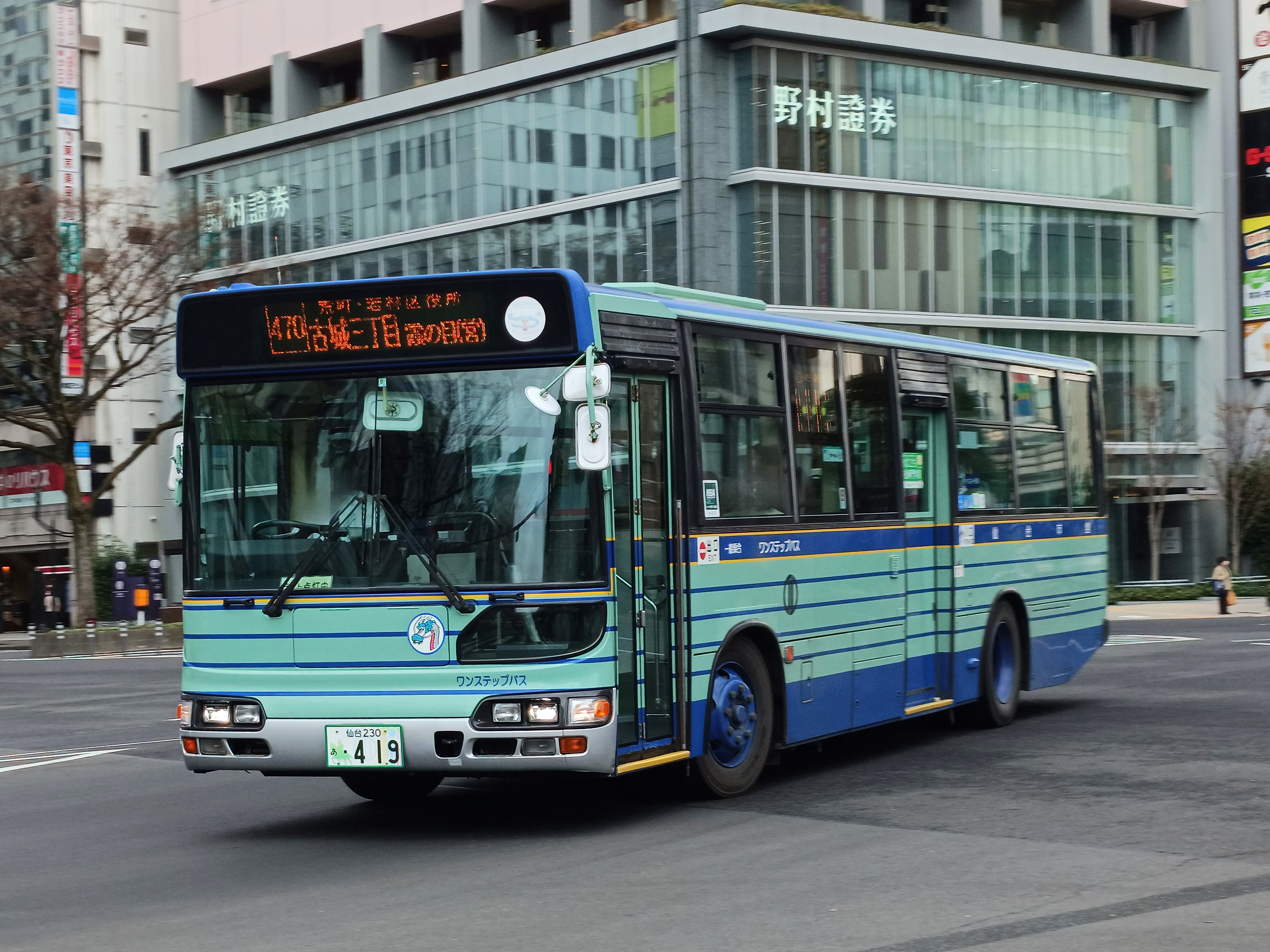
日野・ブルーリボンシティ（KL-HU2PMEA）
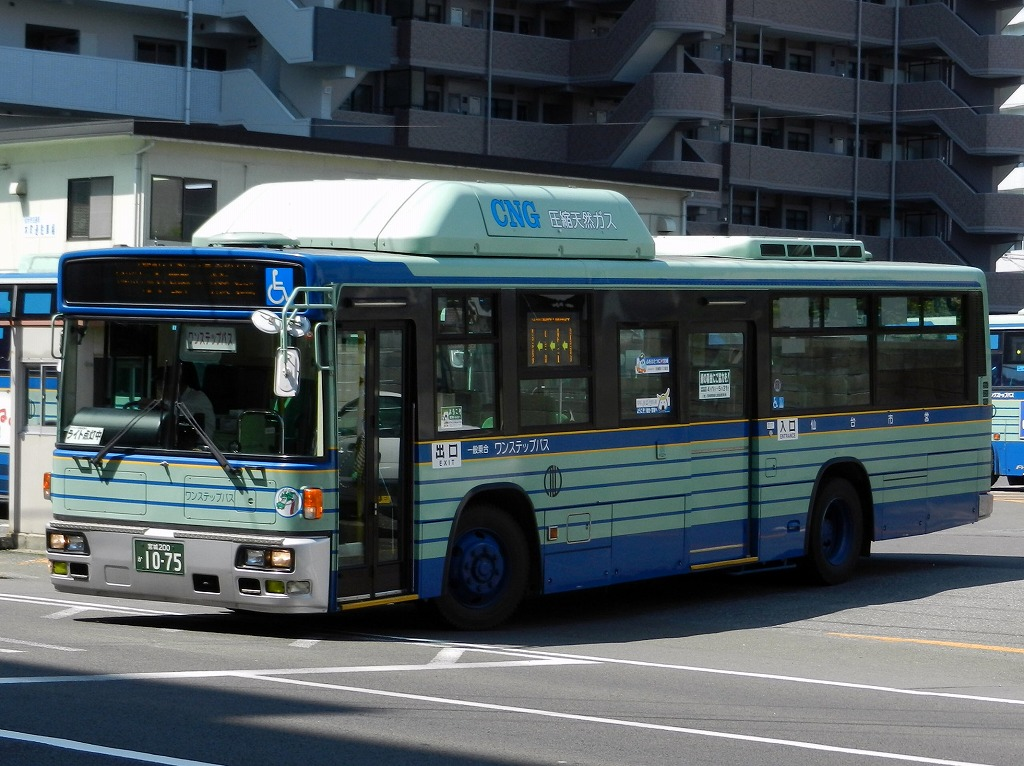
大型ＣＮＧバス 日産ディーゼル・UA（KL-UA452MAN改）
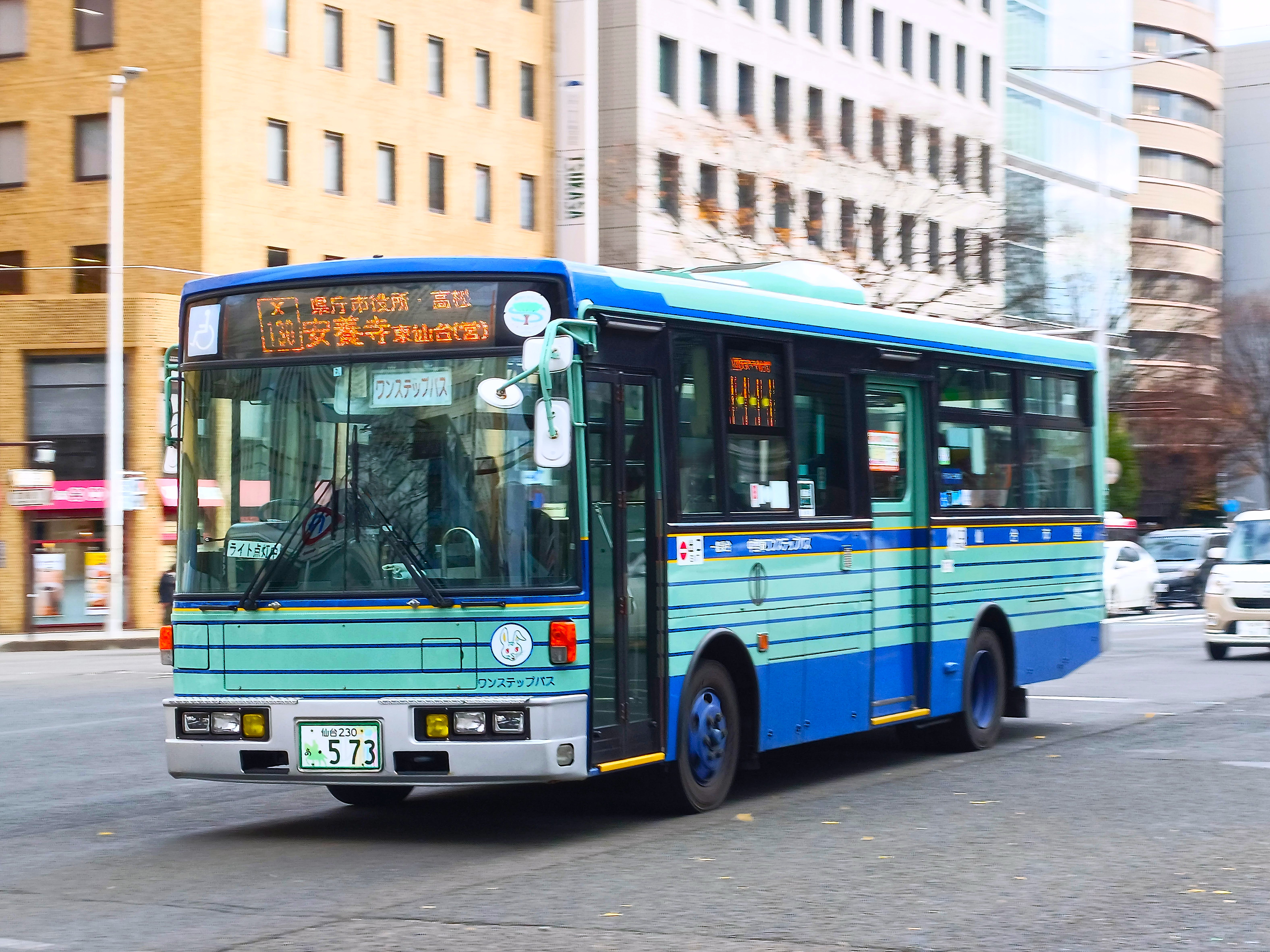
日産ディーゼル・RM （KK-RM252GAN）

#### ノンステップバス

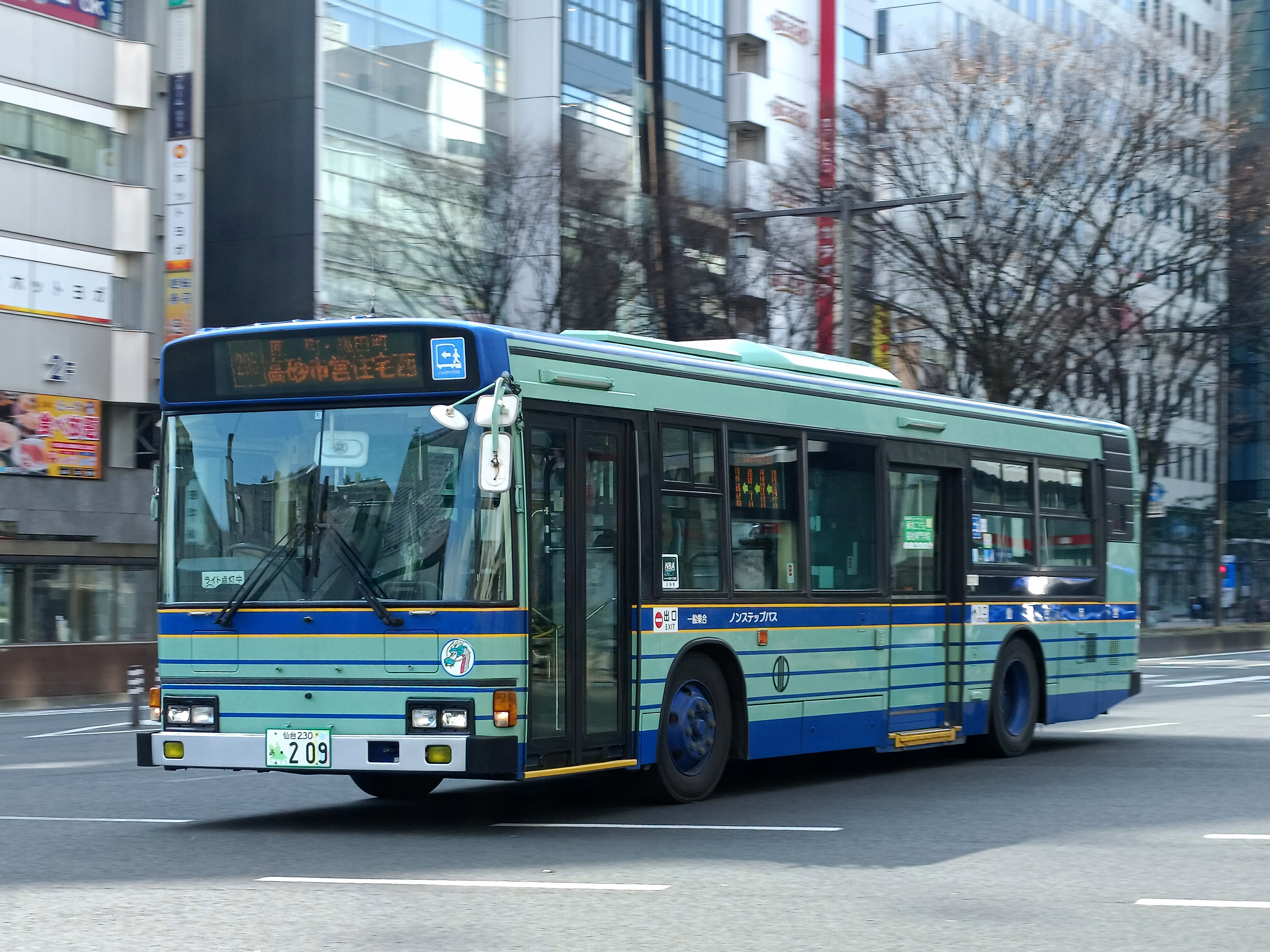
日野・ブルーリボン（KC-HU2PMCE）
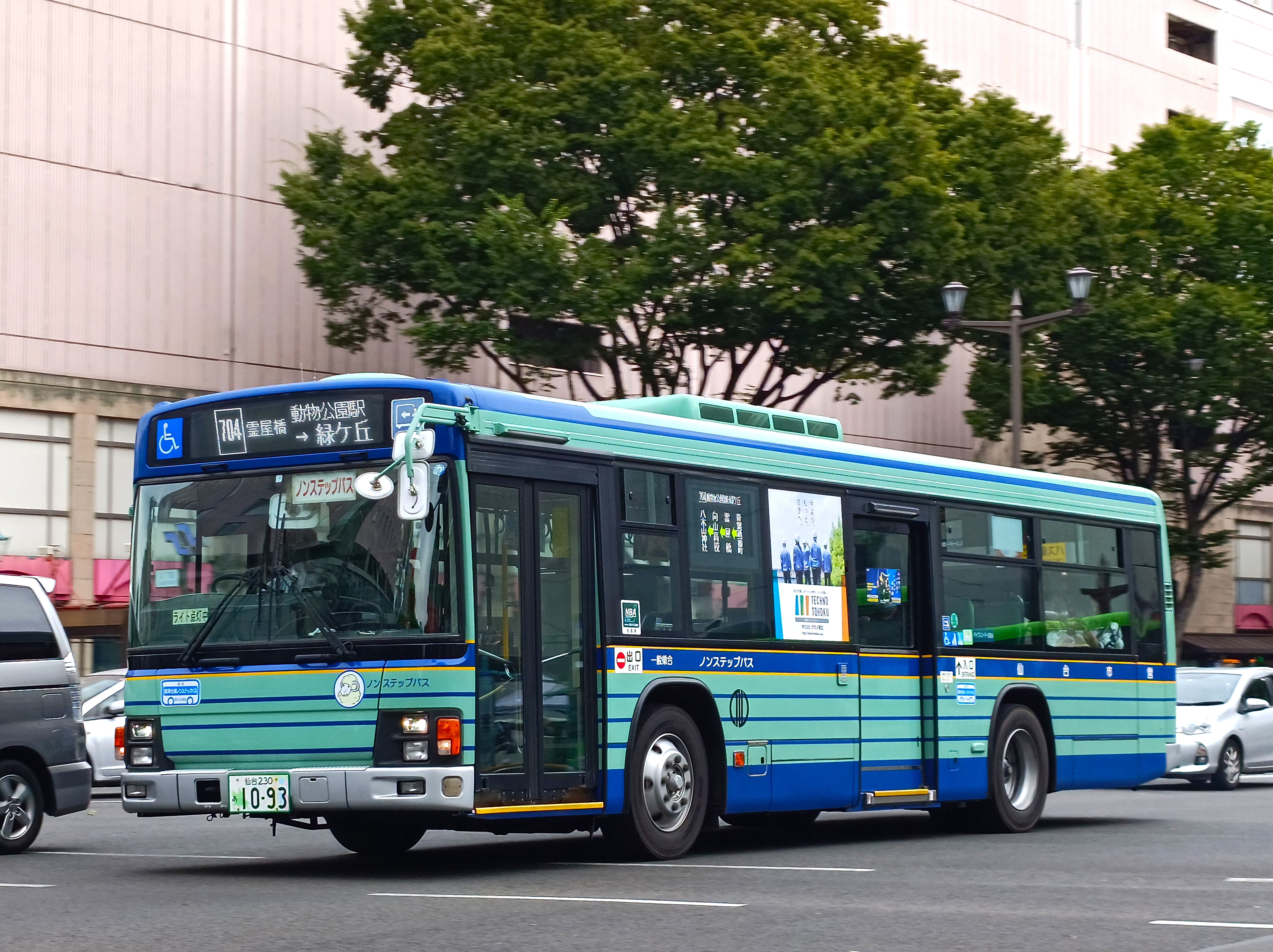
いすゞ・エルガ（KL-LV834L1）
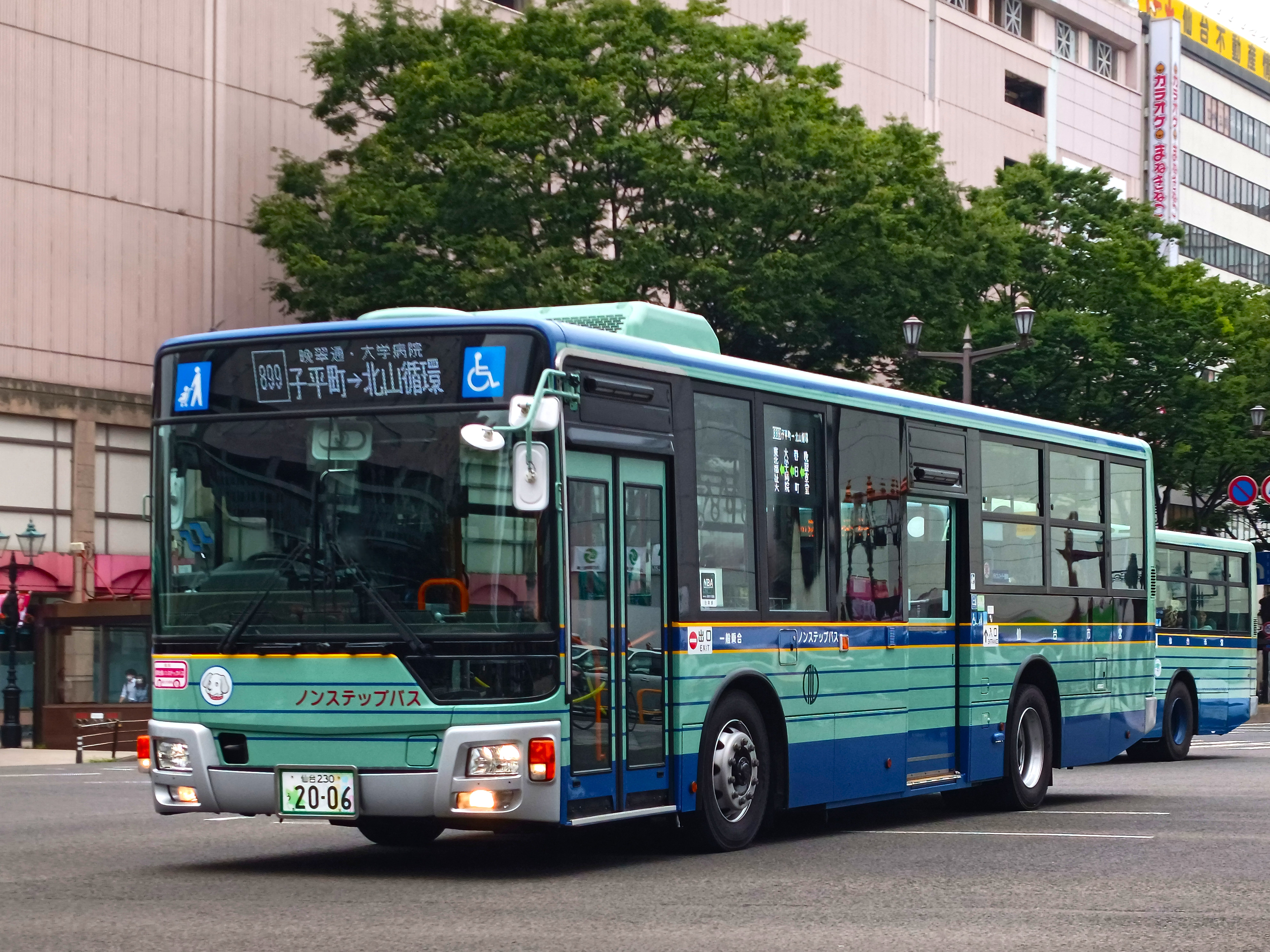
三菱ふそう・エアロスター　（2PG-MP38FK）
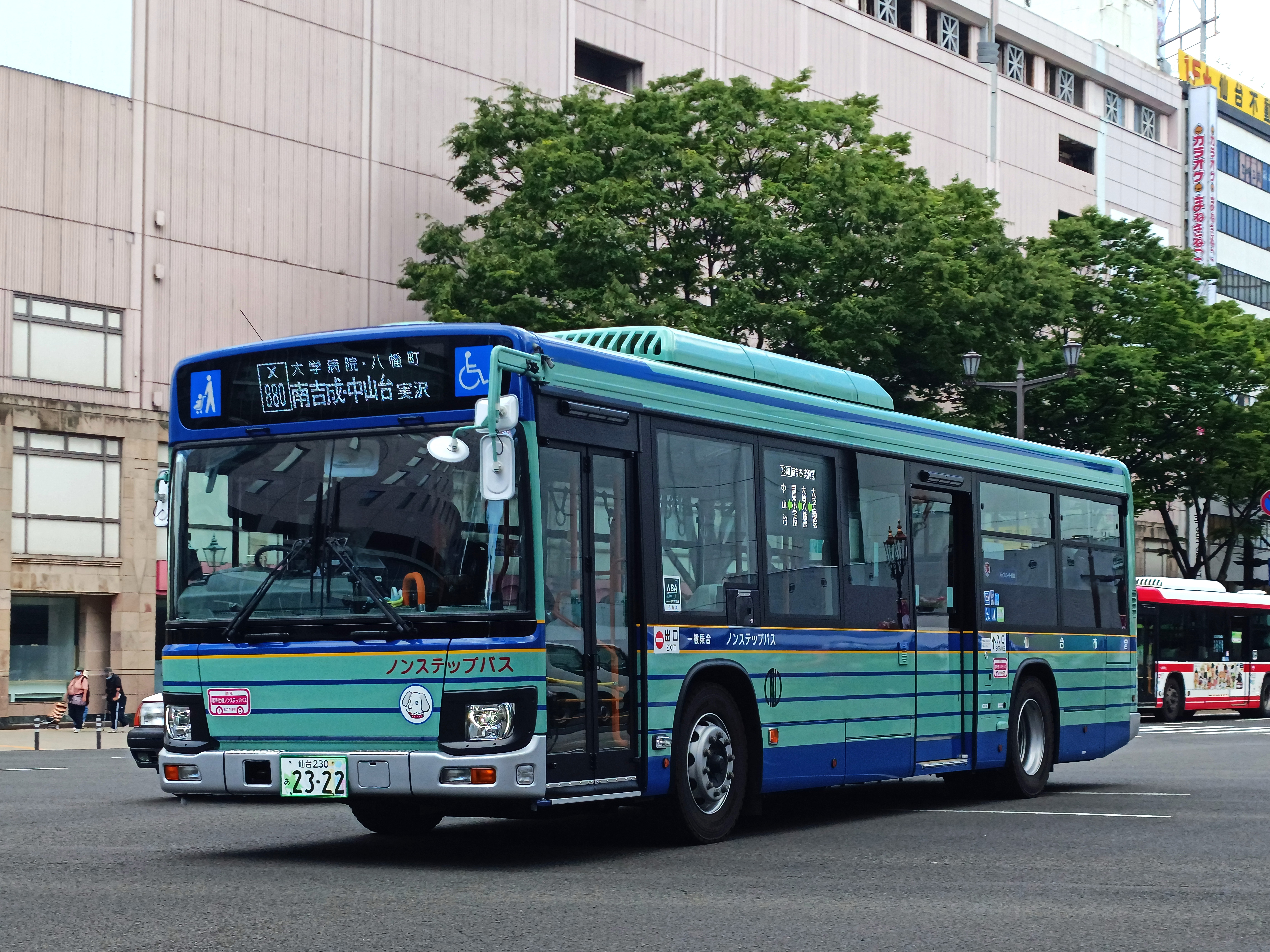
いすゞ・エルガ（2RG-LV290N4）
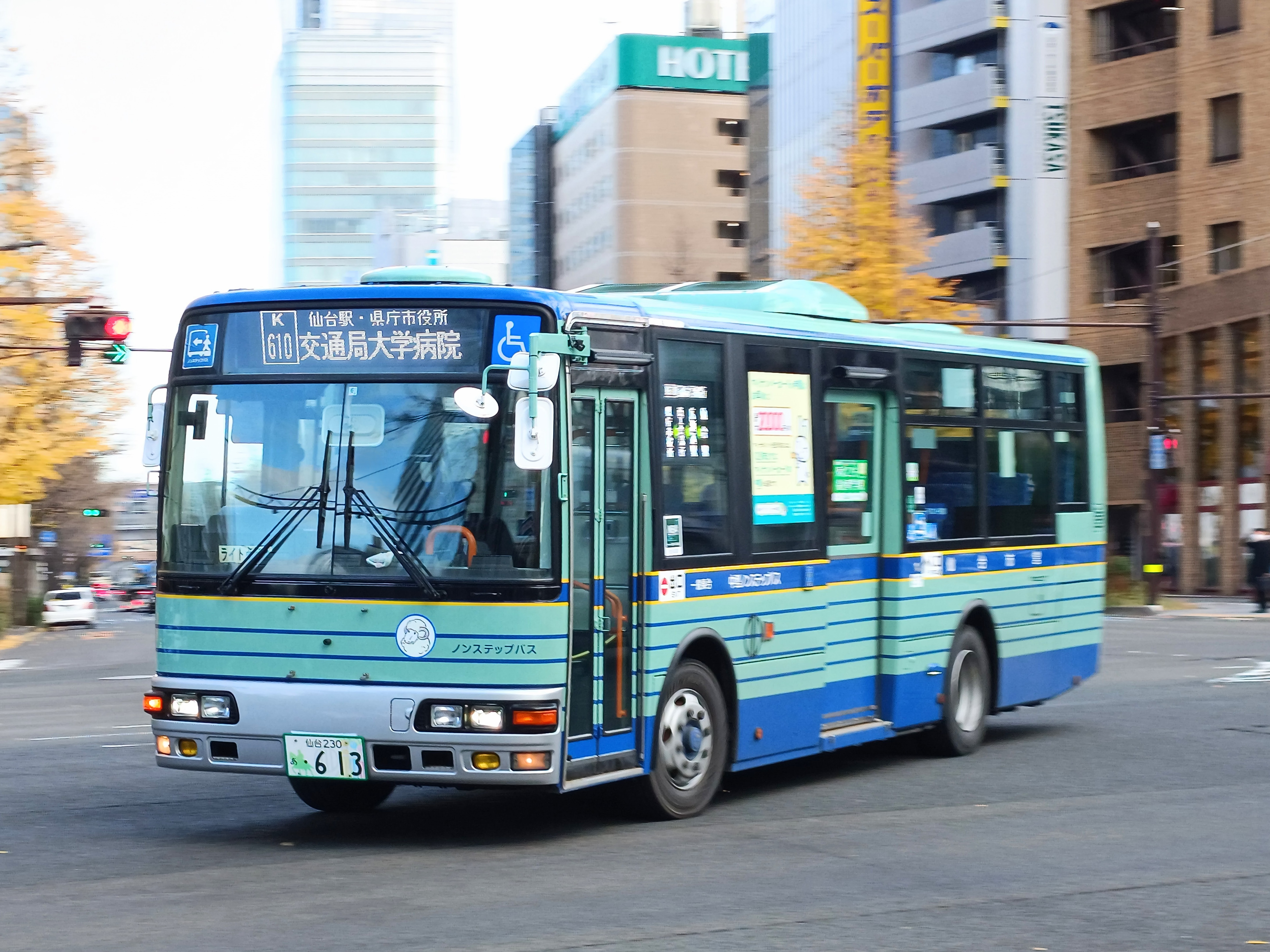
三菱ふそう・エアロミディ　（PA-MK27FH）

## 経営状況
| 年度            | 営業収益  | 営業収支    | 当年度純損益 |
| --------------- | --------- | ----------- | ------------ |
| 平成26年度      | 7,463,358 | ▲ 3,027,968 | ▲ 449,221    |
| 平成27年度      | 6,991,180 | ▲ 3,265,863 | ▲ 501,984    |
| 平成28年度      | 6,576,514 | ▲ 4,015,912 | ▲ 860,399    |
| 平成29年度      | 6,710,717 | ▲ 3,622,265 | ▲ 401,612    |
| 平成30年度      | 6,723,134 | ▲ 3,311,281 | ▲ 117,325    |
| 令和元年度      | 6,683,714 | ▲ 3,154,220 | ▲ 515,002    |
| 令和2年度       | 5,066,443 | ▲ 4,690,550 | ▲ 1,661,164  |
| 令和3年度       | 5,325,360 | ▲ 4,208,968 | ▲ 889,115    |
| 令和4年度       | 5,819,402 | ▲ 3,838,482 | ▲ 516,353    |
| 令和5年度       | 6,253,681 | ▲ 3,763,177 | ▲ 780,003    |
| 令和6年度(見込) | 6,861,753 | ▲ 4,313,446 | ▲ 1,479,732  |

乗車人数は昭和55年の1.1億人をピークに減少しつづけ、新型コロナウイルスの影響により令和2年においては2,700万人台に落ち込み、令和5年直近では3,300万人台となっている。。年度純損益は平成19年以降赤字が続いており、令和6年直近では年間43億円程度の赤字となる見込みである。
なお路線別ではすべての路線が営業係数100超えであり、令和4年度における全路線の平均係数は169であった。

## 事件・事案
- 1972年（昭和47年）5月17日 - 東仙台営業所発大学病院方面の循環系統のバスが東北大学農学部前に差し掛かったところ、座席の下に仕掛けられていた爆発物が爆発。乗客33人が重軽傷[31]。
- 2019年（平成31年/令和元年）
  - 1月18日 - 長町営業所所属の職員が前年・平成30年（2018年）に事件を起こしたことを鑑み、平成31年1月18日付で解雇処分とした[32]。
  - 8月1日 - 実沢営業所所属の職員が同年5月夜間、飲酒後に私用で乗用車を運転、酒気帯び運転で検挙。停職6月処分とした[33]。
- 2020年（令和2年）
  - 7月1日 - 同年5月当時、川内営業所勤務中の職員が無免許の未成年者2名[注釈 8]から運賃を徴収せずに乗車させたほか、市営バス転回場において複数回「運転指導」と称してバスを運転させた。さらに営業所での事情聴取において虚偽の説明をしたほか、職場への適切な報告を怠るなど複数の服務違反行為があったため、7月1日付で該当職員は懲戒免職処分、上司は厳重注意処分とした[34]。職員は「運転させてほしいと頼まれて断れなかった」と述べている[35][36]。